# 후쿠오카현 서쪽 해역 지진
후쿠오카현 서쪽 해역 지진(일본어: 福岡県西方沖地震 ふくおかけんせいほうおきじしん[*])은 2005년 3월 20일 오전 10시 53분 40.3초 일본 후쿠오카현 서쪽 해역인 대한해협 겐카이나다(현해탄)에서 일어난 일본 기상청 규모 기준 Mj 7.0, 일본 기상청 진도 계급 기준 최대진도 6약을 기록한 지진이다. 진원과 가까운 후쿠오카시 니시구의 겐카이섬에서 주택의 절반 가까이가 완전히 붕괴된 것을 비롯해 같은 구의 노코노섬, 니시노우라, 미야노우라, 히가시구 시카노섬 등 후쿠오카 연안 지역이 큰 피해를 입었다. 이 지진으로 주로 일본 후쿠오카시 및 시마정, 마에바루시(둘 모두 현 이토시마시) 및 주변 기초자치단체에 피해가 집중되었다. 총 사망자는 1명이며 부상자는 1,204명, 주택 완전 붕괴는 140동이다. 후쿠오카시 인근에 발생한 지진으로는 유사 이래 규모가 가장 큰 지진이다.
이 지진은 일본 내 뿐 아니라 인근의 대한민국에서도 큰 진동이 관측되었으며, 경상남도 남동부 및 동부에서 수정 메르칼리 진도 계급 기준 최대진도 IV를, 수도권과 강원도를 제외하고 제주도를 포함한 대한민국 전역에서 최대진도 III를 관측하는 등 한반도 전역에서 진동이 관측되었다. 또한 한반도 동해안, 남해안, 제주도 연안 지방에 11시 20분부터 최대 0.5 m의 쓰나미가 올 수 있다는 쓰나미주의보가 발령되었으나 발령된 지 70분 후 별 다른 쓰나미 없이 주의보가 해제되었다. 한국에서 인명피해는 없었으나, 지진 직후 통영시 서호시장의 상가에서 화재가 발생하였다. 하지만 5월 18일 발표한 화재감식 결과 서호시장 화재가 지진으로 발생한 화재인지는 확인할 수 없다고 발표하면서 지진의 영향으로 발생한 화재인지에 대해서는 불분명하다.

## 명칭
일본 기상청은 이 지진을 "후쿠오카현 서쪽 해역 지진"(岡県西方沖の地震)이라고 명명하였다. 후쿠오카현 및 후쿠오카시 외에 아사히 신문, NHK 등 주요 언론사는 후쿠오카현 서쪽 해역 지진이라고 명명하지만 니시닛폰신문 및 요미우리 신문은 후쿠오카 해역 지진(福岡沖地震)으로, 마이니치 신문은 후쿠오카 해역 겐카이 지진(福岡沖玄界地震)으로 부르고 있다.

## 지진

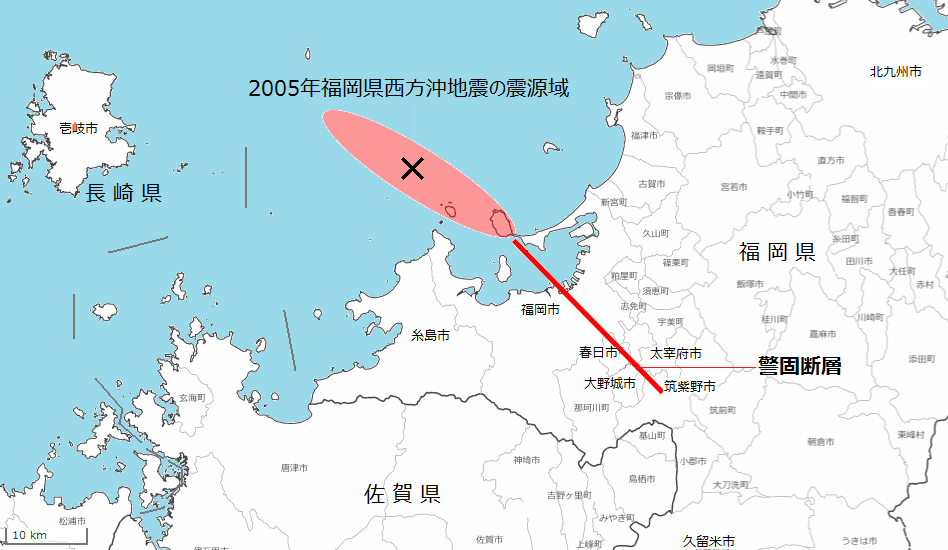
분홍색 타원으로 칠해진 영역이 진원역(게고 단층대 서북부)이며 빨간색의 가는 선이 게고 단층(게고 단층대 동남부)이다.

이 지진은 2005년 3월 20일 일요일에 일어난 지진으로, 이 날은 일본에서 공휴일인 춘분의 날이자 3일 연휴의 가운데 낀 날이었다. 발생 시각은 일본 표준시(JST) 기준 10시 53분 40.3초이며, 진원지는 후쿠오카현 서북쪽 해역(발표 당시에는 후쿠오카현 서쪽 해역)인 북위 33° 44.3′  동경 130° 10.5′  / 북위 33.7383°  동경 130.1750°  지점이며 진원 깊이는 9 km이다. 진앙 좌표는 하카타만에 가까운 겐카이나다의 낙도인 겐카이섬(후쿠오카시 니시구)에서 서북쪽으로 약 8 km, 이토시마반도 북쪽 끝의 니시노우라곶에서 북북서쪽으로 약 9 km 떨어져 있는 지점이다.
일본 기상청에 따르면 지진 규모는 지진파의 진폭에 비례하는 일본 기상청 규모로 Mj 7.0, 단층 파괴 규모에 비례하는 모멘트 규모로 Mw 6.7이다.
지각을 구성하는 대륙판(유라시아판 또는 아무르판) 내에서 발생한 지진인 대륙지각 내 지진이다. 진원기구(CMT해) 분석으로는 동서 방향으로 압력축을 가진 옆으로 어긋난 주향이동단층의 지진으로 단층면은 지면에 대해 수직이며 여진 분포를 통해 서북-동남 방향으로 뻗은 좌향 주향이동단층형 지진으로 추정된다. 이 지진을 일으킨 진원단층은 일본 정부의 지진조사연구추진본부 지진조사회에서 "후쿠오카 서북쪽 해역의 단층"으로 이름이 붙여졌으나 지진 발생 당시에는 이 단층의 존재 자체가 알려지지 않았다. 지진으로 진원단층이 미끄러진 크기는 자료에 따라 차이가 있으나 일본 기상연구소에서는 최대 약 1.7 m, 니시무라 등의 연구진에 따르면 최대 약 1.9 m, 아사노 등의 연구진에 따르면 최대 약 3 m 등으로 추정된다.
후쿠오카관구 기상대의 해석으로는 진앙에서 약 30 km 떨어진 후쿠오카시 사와라구의 지진계에서 지진 발생 약 7초 후인 10시 53분 47에 초기미동이 시작되어 4초 후에 주요동이 도달해 20초 정도 지속되었다. 이 지진을 일으킨 단층 파괴의 지속시간은 수십 초로 추정되며 규모에 비해 그 지속시간이 매우 짧았다.
여진역은 동남쪽 끝을 시카노섬 인근으로 하여 여기서부터 서북쪽 방향으로 약 30 km에 걸쳐서 분포했다. 다만 서북쪽 끄트머리 구간과 동남쪽 인근의 2개 지역은 단층의 축선이 약간 굴곡졌다. 또한 주요 여진역과는 동쪽으로 떨어져 있는 우미노나카미치 부근도 본진 발생 하루 뒤인 3월 21일부터 지진 활동이 활발해진 작은 여진역이 있다. 이 작은 여진역은 이시도-우미노나카미치 단층의 위치와 동일하다.

### 과거의 지진 및 주변 지질
후쿠오카현 서북쪽 해역의 지진 활동은 2005년 지진 전까진 매우 적어 전례가 되는 지진 활동 기록이 거의 없었다. 지진 이전에 간행되었던 지질학 문헌에서도 벳푸-시마바라 지구대 북쪽의 호쿠부큐슈 지역은 비교적 지진 활동이 적어 "가끔 작은 지진이 일어나는 정도"라고 써진 문헌도 있었다. 당시 후쿠오카현지사였던 아소 와타루도 지진 당일 "후쿠오카는 대지진이 없다고 말해왔던 만큼 충격이다"라고 말할 정도였다. 지진 당일 기자회견에 참석했던 일본 기상청의 야마모토 마시히 쓰나미 감시과장은 "(지진이) 매우 드문 곳에서 일어났다"라며 "백년 단위로는 대규모 지진이 일어난 적이 없었지만 천년 단위로 반복적으로 지진이 일어났을지도 모른다"라고 말했다.
후쿠오카시나 이토시마반도 인근 내륙 지역을 살펴도 과거 최대 지진은 1898년 8월에 일어났던 이토시마 지진(M6.0, M5.8 2차례) 외에 1929년 8월 일어났던 하카타만 인근 지진(M5.1), 1930년 2월 일어났던 라이잔산 지진(M5.0) 만이 있으며 고문헌에 기록된 지진을 포함해도 M7급의 지진은 전례가 없는 지진으로 후쿠오카시 및 이토시마반도 지역에서는 유사 이후 최대 규모의 지진으로 기록되었다. 또한 이 지진으로 진도 기록이 정비된 1926년 이후 후쿠오카현과 사가현에서 각각 처음으로 진도5 이상을 기록한 지진이 되었다.
또한 약간 범위를 넓혀 후쿠오카현, 사가현, 나가사키현 이키 지방을 살펴보면 1700년 이키섬-대마도 지진 (M7), 679년 쓰쿠시 지진 (M6.5-7.5) 등이 알려져 있었으며 M7 규모의 지진은 대략 300년만에 온 셈이 된다. 그래도 호쿠부큐슈의 동해 방면(겐카이나다 지역)은 일본 내에서도 상대적으로 지진 활동이 적어, 때때로 M7급의 지진이 일어나기도 하며 최대 M7.5 규모의 지진이 일어나기도 했던 호쿠부큐슈의 분고 수도 지역과는 대조적이다. 또한 규슈 지방에서 진도 6약을 관측한 지진으로는 1997년 5월에 일어났던 가고시마현 북서부 지진 이후 처음이다.
이 지진이 일어났던 지역에 알려졌던 활단층은 없었다. 지진 이후의 해저 탐사에서도 진원 지역 인근의 해저에 활단층의 증거가 되는 지표면의 단차가 발견되지 않았다. 단차가 발견되지 않은 이유로는 주향이동단층이라 위아래 단차가 생기기 어려운데다 해저라서 발견하기 어려운 것으로 추정된다. 하지만 진앙에서 동북쪽으로 10 km 떨어진 해저에는 지진의 여진분포와 같은 서북-동남쪽 방향으로 뻗은 수 km 길이의 해저 활단층이 2개 존재한 것으로 확인되었다. 또한 후쿠오카현 북부에는 마찬가지로 서북-동남쪽 방향으로 뻗은 활단층이 여러 개 있으며 후쿠오카시 한가운데를 통과하는 게고 단층도 그 중 하나이다.
특히 이 지진의 여진역은 거의 게고단층의 연장선상 위에 있어 지진 후 게고단층과의 연관성을 조사하였다. 2007년 일본 지진조사위원회의 평가에서는 2005년 지진의 진원이 게고단층 그 자체는 아니라고 단정했으나 "게고 단층대"라는 큰 범위의 단층대로 묶고 확률은 낮지만 2개의 단층이 연동해서 지진을 일으킬 가능성도 존재한다고 발표하였다.

### 여진
본진 발생부터 2005년 6월 말까지 3개월 동안 진도1 이상의 여진이 375회 일어났다. 최대진도 별로 여진을 나누면 진도 5강이 1회, 진도4가 7회, 진도3이 23회, 진도2가 118회, 진도1이 226회 일어났다. 다만 3월 21일 18시까지는 진도계가 없었던 지역의 겐카이섬 지역의 진도가 발표에 반영되지 않았다. 또한 규모별로 여진을 나누면 같은 기간에 M3 이상의 지진이 265회 일어났는데 규모 M3급이 236회, M4급이 24회, M5급이 5회 일어났다.
본진 발생 이후 일본 기상청에 따르면 최대 진도 5약 정도, 경우에 따라서는 진도 5강의 여진이 발생할 수 있다며 주의를 당부하였다. 24일에는 진도4급의 여진이 발생할 수 있다고 수정하였다.
3월 25일 오후 9시경에는 규모 M4.3의 여진이 발생했는데 이는 부산과 양산에서도 고층 건물이 흔들리는 등 진도 II의 유감지진이었다. 본진 한달 뒤인 4월 20일 오전 6시 11분에는 규모 M5.8, 최대진도 5강의 최대 여진이 발생하였다. 진원기구 분석 결과 동서 방향의 압력축을 가진 주향이동단층형 지진으로 본진과 같은 형태이다. 본진과 거의 비슷할 정도로 강한 흔들림이 일어난 지역도 있어 최대 여진으로 인적, 물적 피해가 발생하기도 하였다.
본진 이후 시간이 지나면서 전차 여진의 정도와 크기가 줄어드는 가운데 여진역 동남쪽에서 특징적인 활동이 일어났다. 여진역 동남쪽에 있는 시카노섬 인근에서는 본진 이후 여진이 많은 횟수로 다발로 일어나 일시적으로 4월 초순부터 중순에 걸쳐 지진이 비교적 적어지다가 4월 20일에 규모 M5.8, 최대진도 5강의 최대 여진이 발생하였다. 한편 주요 피해 지역으로부터 동쪽으로 약 10 km 떨어진 우미노나카미치 인근에서도 본진 다음날인 3월 21일부터 여진 활동이 증가했으나 4월 중순부터 활동이 줄어들었다.
| 날짜     | 횟수 | 횟수                                    | 최대진도 |          | 날짜 | 횟수                                    | 횟수 | 최대진도 |
| 날짜     | 합계 | 겐카이섬에서만 진도1 이상을 관측한 횟수 | 최대진도 | 합계     | 날짜 | 겐카이섬에서만 진도1 이상을 관측한 횟수 |      | 최대진도 |
| 3월 20일 | 112  | ―                                       | 3        | 4월 10일 | 3    | 2                                       | 4    |          |
| 3월 21일 | 34   | (18시 이후)7                            | 3        | 4월 11일 | 1    | 1                                       | 1    |          |
| 3월 22일 | 26   | 14                                      | 4        | 4월 12일 | 2    | 2                                       | 1    |          |
| 3월 23일 | 11   | 9                                       | 3        | 4월 13일 | 2    | ―                                       | 2    |          |
| 3월 24일 | 16   | 8                                       | 3        | 4월 14일 | 2    | ―                                       | 3    |          |
| 3월 25일 | 15   | 6                                       | 3        | 4월 15일 | 1    | ―                                       | 1    |          |
| 3월 26일 | 11   | 6                                       | 2        | 4월 16일 | 2    | ―                                       | 2    |          |
| 3월 27일 | 10   | 6                                       | 3        | 4월 17일 | 0    | ―                                       | ―    |          |
| 3월 28일 | 8    | 3                                       | 2        | 4월 18일 | 1    | ―                                       | 2    |          |
| 3월 29일 | 2    | ―                                       | 2        | 4월 19일 | 0    | ―                                       | ―    |          |
| 3월 30일 | 0    | ―                                       | ―        | 4월 20일 | 14   | 1                                       | 5강  |          |
| 3월 31일 | 4    | 4                                       | 2        | 4월 21일 | 4    | 1                                       | 2    |          |
| 4월 1일  | 3    | ―                                       | 4        | 4월 22일 | 2    | ―                                       | 1    |          |
| 4월 2일  | 3    | 2                                       | 1        | 4월 23일 | 3    | 1                                       | 1    |          |
| 4월 3일  | 8    | 6                                       | 3        | 4월 24일 | 2    | ―                                       | 2    |          |
| 4월 4일  | 8    | 5                                       | 2        | 4월 25일 | 1    | ―                                       | 1    |          |
| 4월 5일  | 6    | 4                                       | 2        | 4월 26일 | 1    | 1                                       | 1    |          |
| 4월 6일  | 4    | 1                                       | 3        | 4월 27일 | 1    | 1                                       | 1    |          |
| 4월 7일  | 5    | 3                                       | 4        | 4월 28일 | 2    | 1                                       | 2    |          |
| 4월 8일  | 3    | ―                                       | 3        | 4월 29일 | 0    | ―                                       | ―    |          |
| 4월 9일  | 1    | 1                                       | 2        | 4월 30일 | 1    | 1                                       | 1    |          |

| 발생 날짜                        | 진앙                     | 좌표                                                           | 진원 깊이 | 일본 기상청 규모 (Mj) | 모멘트 규모 (Mw) | 최대진도 | 구별 |
| -------------------------------- | ------------------------ | -------------------------------------------------------------- | --------- | --------------------- | ---------------- | -------- | ---- |
| 2005년 3월 20일 10시 53분 40.3초 | 후쿠오카현 서북부 해역   | 북위 33° 44.3′ 동경 130° 10.5′  / 북위 33.7383° 동경 130.1750° | 09km      | 7.0                   | 6.7              | 진도 6약 | 본진 |
| 2005년 3월 22일 15시 55분 33.4초 | 후쿠오카현 서북부 해역   | 북위 33° 43.5′ 동경 130° 10.6′  / 북위 33.7250° 동경 130.1767° | 11km      | 5.4                   | 5.1              | 진도 4   | 여진 |
| 2005년 4월 10일 20시 34분 37.8초 | 후쿠오카현 서북부 해역   | 북위 33° 40.1′ 동경 130° 16.9′  / 북위 33.6683° 동경 130.2817° | 05km      | 5.0                   |                  | 진도 4   | 여진 |
| 2005년 4월 20일 6시 11분 26.8초  | 후쿠오카현 서북부 해역   | 북위 33° 40.6′ 동경 130° 17.2′  / 북위 33.6767° 동경 130.2867° | 14km      | 5.8                   | 5.5              | 진도 5강 | 여진 |
| 2005년 4월 20일 9시 9분 42.9초   | 후쿠오카현 서북부 해역   | 북위 33° 40.7′ 동경 130° 17.0′  / 북위 33.6783° 동경 130.2833° | 13km      | 5.1                   |                  | 진도 4   | 여진 |
| 2005년 5월 2일 1시 23분 57.6초   | 후쿠오카현 후쿠오카 지방 | 북위 33° 40.2′ 동경 130° 19.2′  / 북위 33.6700° 동경 130.3200° | 11km      | 5.0                   |                  | 진도 4   | 여진 |

## 지각 변동
일본 국토지리원은 지진 전후 GPS 관측을 하고 있는 전자기준점의 위치를 비교하는 작업을 가졌다. 여기서 후쿠오카(후쿠오카시 히가시구 시카노섬)는 서남쪽으로 17 cm, 마에하라(이토시마시 마에하라)는 남쪽으로 9 cm, 고가(고가시)는 서쪽으로 6 cm 이동하였다. 또한 삼각점 재측량 시에도 겐카이섬이 남쪽으로 38 cm 이동한 것을 비롯해 히가시구 일부 지역을 제외한 후쿠오카시와 마에하라, 시마시 등 진원역 서남쪽에서는 연안 지역을 중심으로 남쪽으로 약 10 cm 정도 이동하였다. 한편 신구나 아이노섬 등 진원역 동북쪽은 서쪽 방향으로 이동하였다.

## 관측 및 추정 진도

### 본진

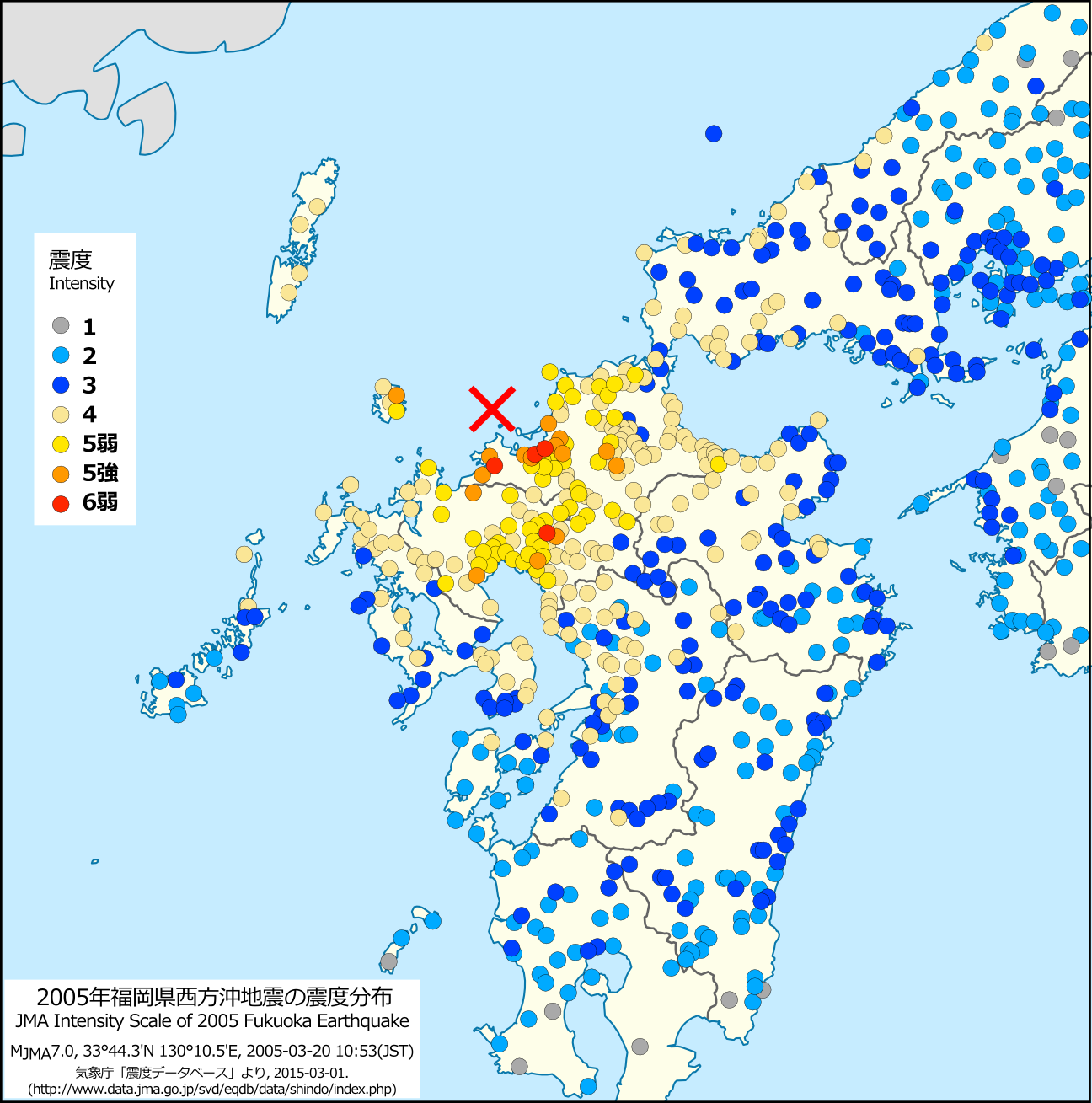
규슈, 주코쿠, 시코쿠 일부 지역에서 후쿠오카현 서쪽 해역 지진의 본진을 느낀 진도 분포 지도.

본진의 진동을 최대진도인 6약의 진도로 느낀 지역은 4개 지점으로 후쿠오카현 내에서는 후쿠오카시 히가시구 히가시하마, 주오구 마이즈루, 마에바루시(현 이토시마시) 마에바루니시 3개 지점이며 사가현 내에서는 미야키정 기타시게야스정 1개 지점이다. 후쿠오카현 내 3개 지점은 진앙에서 30 km 안에 있는 반면에 사가현의 1개 지점의 경우에는 진앙으로부터 대략 60 km 정도 떨어져 있다. 또한 후쿠오카현 후쿠오카 지방 대부분과 지쿠고 지방, 지쿠호 일부, 사가현 및 나가사키현 이키섬 일부 지방에서 진도 5강을 관측하였다. 후쿠오카현, 사가현 및 나가사키현 북부와 이키섬, 쓰시마섬 및 오이타현 북부에서 대부분 진도 4 이상을 관측하였으며 이밖에도 구마모토현, 나가사키현, 야마구치현, 시마네현의 여러 지역에서 진도4 이상을 관측하였다.
이런 지진계의 관측치 외에도 일본 기상청의 추계진도분포지도에서 하카타만 연안 넓은 지역과 지쿠고강 유역, 가라쓰만 연안 일부 지역에서 추정진도 5강, 일부 지역은 추정진도 6약 지역이 존재한다. 또한 후쿠오카평야에서 쓰쿠시산지 서부에 걸친 지역과 쓰쿠시평야 전 영역이 추정진도 5강인 지역이다.
또한 규슈와 시코쿠, 주고쿠 지방 대부분 지점에서 진도 1 이상의 진동을 느꼈으며 긴키 지방, 주부 지방 연안부와 평야 지역에서도 진도 1 이상의 진동을 느낀 지역이 있었다. 진도1 이상을 느낀 지점 중 진앙과 가장 먼 지점으로는 도쿄도 이타바시구와 가나가와현 아야세시이다.
이와 같이 혼슈 방면에서는 진앙으로부터 500 km가 넘는 거리에서도 지진을 느꼈으나 반대로 남쪽으로는 일본 본토인 가고시마현 이부스키시에서도 지진을 느낀 곳이 있었으나 진앙으로부터 남쪽으로 약 300 km 떨어진 아마미 군도와 오키나와현에서는 진도 1 미만의 진동으로 지진파를 감지하지 못했다. 이렇게 지진 감지 거리가 차이가 나는 이유는 규슈 남쪽에 있는 화산대가 지진파 중 'Lg파'를 크게 감쇠시켜 나타난 현상이라고 추정하고 있다.
지진파형 해석을 통해 규슈와 혼슈의 구조분지에서는 장주기 지진동이 크게 발생하였다. 징주기 지진동은 곳에 따라 차이가 꽤 있었지만 전체적으로 후쿠오카현과 사가현의 지쿠시평야에서는 약 5초 주기로, 구마모토현의 히토요시분지에서는 약 3초 주기의 지진동이 가장 크게 발생하였다.
진앙과 가까운 겐카이섬은 3월 20일 본진이 일어났을 당시 지진계가 없었다. 본진이 일어났을 당시 겐카이섬의 진도에 대해서는 여러 추정치가 존재하나 각 발표별로 그 수치가 다르다. 지진학자인 다케무라 마사유키는 여진의 데이터를 기반으로 추정진도 6약(계측진도 5.9)라는 계산 결과를 발표하였다. 쓰쿠바 대학의 사카이 유이는 주택 피해 대부분이 지반 붕괴나 산사태 등을 동반했기 때문에 건물 자체가 지진으로 크게 파괴되었다고 말하긴 어렵지만 지붕의 기와 피해율이 높은 상황을 보아 최소한 진도 6강에 해당하는 진도가 있었을 것이라고 발표하였다. 도쿄 대학 지진연구소의 미야케 히로 연구팀은 여진의 관측 기록을 토대로 본진의 지진동을 시뮬레이션 한 결과 추정진도가 최대 진도7(계측진도 6.5)에 달했을 것이라는 계산 결과를 발표하였다. 일본 기상청이 겐카이섬의 피해 상황을 조사하고 있었을 당시 야마모토 마사히로 쓰나미감시과장은 기자회견에서 "조사 결과를 종합적으로 판단하면 진도 6약 정도가 아닌가"라고 발표하였다. 일본 기상청은 지진기동관측반을 파견해 겐카이섬 어촌센터에 지진계를 설치하고 3월 21일 18시부터 겐카이섬의 지진 관측을 시작하였다.
아래는 일본 내에서 5약 이상의 진도를 관측한 각 지역의 진도 분포를 그린 표이다. 각 시구정촌은 2005년 당시에 존재했던 행정구역 기준이다.
| 진도 | 도도부현   | 시구정촌 |
| ---- | ---------- | --- |
| 6약  | 후쿠오카현 | 후쿠오카시(히가시구 주오구) 마에바루시 |
| 6약  | 사가현     | 미야키정 |
| 5강  | 후쿠오카현 | 후쿠오카시(사와라구 니시구) 오카와시 가스가시 구루메시 스에정 신구정 시마정 니조정 우스이정 호나미정 히사야마정 가스야정 |
| 5강  | 사가현     | 가미미네정 시로이시정 나나야마촌 |
| 5강  | 나가사키현 | 이키시 |
| 5약  | 후쿠오카현 | 후쿠오카시(하카타구 조난구 미나미구) 기타큐슈시(야하타니시구 도바타구) 나카마시 오노조시 후쿠쓰시 야나가와시 오고리시 우키하시 노가타시 이즈카시 무나카타시 오시마촌 나카가와정 시메정 우미정 사사구리정 온가정 와카미야정 지쿠호정 다카타정 야스정 아사쿠라정 오키정 다치아라이정 |
| 5약  | 사가현     | 오기시 가라쓰시 도스시 다쿠시 구보타정 모로도미정 가와소에정 야마모토정 히가시요카정 지요다정 간자키정 미타가와정 미쓰세촌 우레시노정 고호쿠정 기타가타정 |
| 5약  | 나가사키현 | 이키시 |
| 5약  | 오이타현   | 나카쓰시 |

일본 이외에도 대한민국에서 서울을 비롯해 광범위한 지역에서 지진의 진동을 감지하였다. 미국 지질 조사소(USGS)의 기록에서는 부산, 경주, 거제 등의 지점에서 수정 메르칼리 진도 계급 기준 IV의 진도를 관측하였다. 또한 중화인민공화국의 상하이에서도 "신민만보"의 보도에서 고층빌딩에서 체감할 수 있을 만큼 흔들리고 식기가 울리거나 전등이 진동했다는 기록이 남아 있다.
아래는 대한민국 기상청 발표 기준 대한민국 내에서의 진도 분포이다.
| 진도 | 지역                                            |
| ---- | ----------------------------------------------- |
| IV   | 경상남도 남동부, 경상북도 동부                  |
| III  | 경상남북도 서부, 전라남북도, 충청남북도, 제주도 |
| II   | 서울특별시, 경기도, 강원도 남부                 |

### 4월 20일 여진
진앙지는 시카노섬 인근 해역으로 본진 진앙보다 규슈에 더 가까웠기 때문에 장소에 따라선 본진보다 더 큰 진도를 관측한 곳도 있었다. 후쿠오카시 하카타구 및 미나미구에서는 본진의 진도 5약보다 더 큰 진도 5강을 관측하였다. 후쿠오카현 및 사가현 넓은 지역과 오이타현, 구가모토현, 야마구치현, 나가사키현 이키섬 일부에서 진도4를, 규슈 북부와 주고쿠 지방, 시코쿠 지방 일부에서 진도3을, 규슈와 긴키 전역에서 진도1 이상의 진동을 감지하였다.
아래 표는 진도 5약 이상을 관측한 시구정촌 목록이다.
| 진도 | 도도부현   | 시구정촌 |
| ---- | ---------- | --- |
| 5강  | 후쿠오카현 | 후쿠오카시(하카타구 주오구 미나미구 사와라구) 가스가시 신구정 우스이정                                       |
| 5약  | 후쿠오카현 | 후쿠오카시(히가시구 니시구) 오노조시 무나카타시 나카가와시 스에정 고가시 가스야정 후쿠쓰시 와카미야정 야스정 |
| 5약  | 사가현     | 미야키정 구보타정                                                                                            |

4월 20일 일어난 M5.8 규모의 최대 여진과 그로부터 3시간 이후 일어난 M5.1 지진 모두 대한민국에서도 진동을 느낄 수 있을 만큼 일어났다. 한반도 내에서도 일부 지역은 3월 20일 지진보다 더 큰 진동을 느낀 지역도 있었다. 이 최대 여진으로 대한민국의 경상남도 및 부산, 울산 지역에서는 수정 메르칼리 진도 계급 기준 진도 III의 진동이 감지되었다.
아래는 대한민국 기상청 발표 기준 대한민국 내에서의 진도 분포이다.
| 진도 | 지역                                     |
| ---- | ---------------------------------------- |
| III  | 경상남도, 부산광역시, 울산광역시         |
| II   | 경상북도, 전라남북도, 충청남북도, 제주도 |

## 쓰나미주의보 발령
일본 기상청은 지진 발생 4분 뒤인 10시 57분 후쿠오카현 동해 연안(겐카이나다 해역)과 나가사키현 이키섬, 쓰시마섬에 쓰나미주의보를 발령하였으나 12시 해제되었다. 쓰나미는 관측되지 않았다. 얉은 해역에서 일어난 지진이긴 하였으나 지각이 수직이 아닌 수평 방향으로만 이동한 주향이동단층형 지진이라 쓰나미가 발생하지 않았다.
다만 후쿠오카시에는 옥외 스피커로 방송하는 동보계 시정촌 방재행정무선이 정비되어 있지 않아 대피 방송이 제대로 퍼지기 어려웠다. 그 후 시는 동보계는 아니지만 방재거점과의 재해무선을 확충하여 대피소로 지정된 시내 모든 초등학교에 방재무선방송체계를 세웠다.
대한민국에서도 대한민국 기상청은 지진 발생 27분 뒤인 11시 20분에 남해안, 동해안, 제주도에 해일주의보를 발표했지만 쓰나미가 관측되지 않았고 12시 30분에 해일주의보를 해제하였다. 대한민국에 쓰나미 주의보가 발령된 것은 1996년 2월 17일 규모 M8.1의 서뉴기니 지진 이후 9년만의 발령이다. 하지만 쓰나미 주의보 발령 과정에서 지진이 일어난 지 시간이 매우 지난 뒤에 30분 후 뒤늦게야 해일주의보를 발령하거나 발령 과정을 FAX를 통해 각 지자체로 알리는 과정에서 일요일에 직원이 상주하지 않은 부서로 문서를 송신해버리는 일 등이 발생하였다.

## 피해와 복구

### 총체적 피해

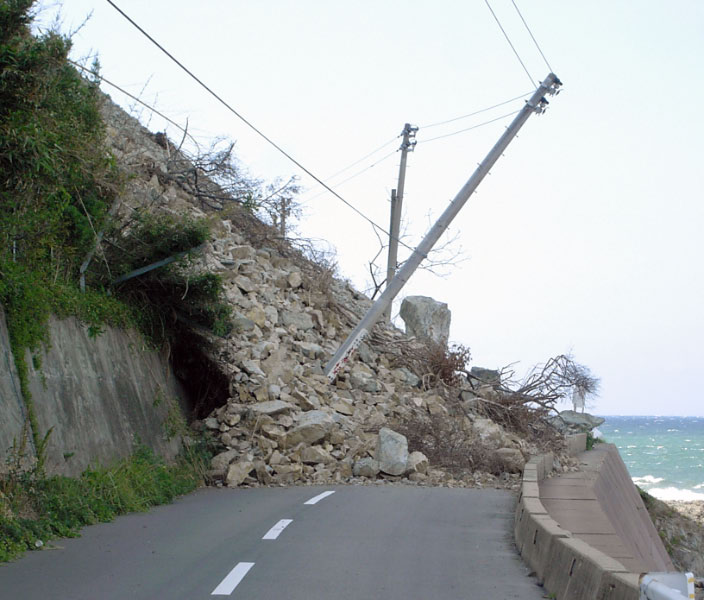
후쿠오카시 시카노섬의 해안도로에 산사태가 발생해 도로를 막아버린 모습.

주택 피해와 사상자의 대부분은 후쿠오카현 내에서 발생했으며 그 중에서도 후쿠오카시 내에서의 피해 비율이 대부분을 차지하였다. 부상자의 80%, 건물 완파, 일부 붕괴 중의 90%, 일부 건물 피해의 50%가 후쿠오카 시내에서 일어났다. 다만 후쿠오카 시내에서는 모든 구에서 인적, 물적 피해가 발생했긴 했지만 대부분의 피해가 한정된 지역에 집중해서 일어났고 그 외의 지역은 산발적인 피해가 발생하였다.
주택이 완전 붕괴하거나 큰 피해를 입은 지역은 후쿠오카시 니시구에 있는 겐카이섬과 노코노섬, 같은 니시구 본토의 서북단에 있는 니시우라 지구, 미야우라 지구, 히가시구의 시카노섬 등 연안 어촌, 농촌 지역이 대부분이었다. 특히 겐카이섬에서는 주택의 절반이 붕괴되는 등 큰 피해를 입어 약 1개월간 섬 전역에서 대피령이 내려졌다. 후쿠오카 시가지 내에서도 일부 지역, 특히 주오구의 게고단층 동쪽 지역에서 맨션이나 오래된 빌딩이 무너지거나 반파되는 피해가 집중적으로 일어났다. 그 외 전기나 수도 같은 중요 인프라나 교통 기능도 피해가 발생했지만 대략 반나절에서 이틀 안에 복구되었다.
후쿠오카시 소방국의 발표에 따르면 후쿠오카시 내에서 지진으로 인해한 부상으로 구급차로 후송된 사람은 지진 당일인 3월 20일 87명, 다음 날인 3월 21일 6명 등으로 4월 6일까지 18일 간 총 109명이었다. 이 중 지진 당일 겐카이섬에서 총 6명이 헬리콥터로 후쿠오카 지정 재해거점병원인 규슈의료센터나 후쿠오카 종합병원으로 이송되었으며 이튿날 이후 이송인원에는 화상환자의 타 병원 후송에 따른 이동 인원도 포함된다. 부상 원인별로 따져보면 넘어져서 발생한 부상자가 31명(28%), 냄비가 쓰러지는 등으로 인한 열상이 19명(17%), 낙하물로 인한 부상자가 19명(17%), 건물 등의 붕괴로 인한 부상자가 12명(11%)을 차지했다. 연령별로는 60대 이상 노인 부상자가 60%를 차지하였다.
지진의 직접적 피해로 사망한 유일한 사람인 70대 여성은 후쿠오카시 하카타구 요시즈카에 있는 자택에서 청소를 마치고 이웃주민과 대화하던 도중 무너진 벽돌 담벼락에 깔려 출혈성 쇼크 증사으로 사망하였다. 이외에도 후쿠오카시에서 80대 여성이, 지쿠시노시에서 50대 남성이 각각 떨어진 기와에 머리를 맞아 중태를 입었다.
후쿠오카시 소방국에서는 지진 직후부터 119 신고가 쇄도하여 11시 30분까지 40분간 신고 전화가 700건을 넘었다고 발표하였다. 건물 피해 대응, 구급, 구조, 가스 누출 등 지진으로 인한 소방차 출동대수가 총 753대에 달했다. 후쿠오카 시내의 각 소방단도 대피 유도나 산사태, 절벽 붕괴 대응 등으로 174건의 활동을 하였다.
응급 신고가 쇄도해 구급차의 배차 지시가 충분하지 못했던 데다 통신 규제로 병원 간 연락이 어려워졌고 재해시 우선전화의 문제로 구급차가 병원에 연락하는 데에도 문제가 발생해 응급 환자를 인근 병원부터 순차적으로 옮겨서 이송하는 상황이 발생하였다. 지진으로 유일하게 사망했던 여성의 경우에도 위와 같은 문제로 처치가 지연해 사망했다는 지적도 나왔다. 이후 대책으로 후쿠오카현 응급의료정보 시스템 활용을 지원하였으며 통신 문제나 인력 부족을 전제로 한 수용체제 분산화, 후쿠오카 시의회에서 문자 메시지와 웹을 활용한 연락시스템을 도입하는 등 대책 마련을 추진하였다. 또한 한 병원에 응급 환자들이 몰렸던 상황을 막기 위해 NHK 텔레비전의 데이터 방송을 통해 구급 의료기관의 연락처와 진료 가능 상황을 전하는 통신을 시작하였다.
아래는 각 행정구역 별 피해 상황 도표이다.
| 지역                                         | 부상자수 | 부상자수 | 주택 피해 동수 | 주택 피해 동수 | 주택 피해 동수 | 화재 |
| 지역                                         | 사망     | 부상자   | 전파           | 반파           | 일부 피해      | 화재 |
| -------------------------------------------- | -------- | -------- | -------------- | -------------- | -------------- | ---- |
| 후쿠오카현                                   | 1        | 1,186    | 143            | 352            | 9,190          | 1    |
| 사가현                                       | ―        | 15       | ―              | 1              | 136            | ―    |
| 나가사키현                                   | ―        | 2        | 1              | ―              | 14             | 1    |
| 야마구치현                                   | ―        | 1        | ―              | ―              | ―              | ―    |
| 합계                                         | 1        | 1,204    | 144            | 353            | 9,340          | 2    |
| 부상자수 총 합: 중상자 198명, 경상자 1,006명 |          |          |                |                |                |      |

| 시정촌 | 부상자수 | 부상자수 | 부상자수 | 주택피해동수 | 주택피해동수 | 주택피해동수 | 도로피해 갯수 | 항만피해 갯수 | 산사태 갯수 | 이재증명서 발행세대수 |
| 시정촌 | 사망자   | 중상자   | 경상자   | 전파         | 반파         | 일부 피해    | 도로피해 갯수 | 항만피해 갯수 | 산사태 갯수 | 이재증명서 발행세대수 |
| --- | -------- | -------- | -------- | ------------ | ------------ | ------------ | ------------- | ------------- | ----------- | --------------------- |
| 후쿠오카시 | 1        | 163      | 875      | 141          | 323          | 4756         | 136           | 96            | 19          | 1116                  |
| 오노조시 |          | 1        | 3        |              |              | 217          |               |               |             |                       |
| 가스가시 |          | 10       | 3        |              | 1            | 236          |               |               |             |                       |
| 나카가와정 |          |          | 1        |              |              | 196          | 1             |               |             |                       |
| 지쿠시노시 |          |          |          |              |              | 54           |               | 2             |             |                       |
| 다자이후시 |          | 1        | 1        |              | 1            | 174          | 3             |               |             | 2                     |
| 우미정 |          |          |          | 1            | 1            | 53           | 4             |               |             |                       |
| 사사구리정 |          | 1        | 4        |              |              | 28           | 2             |               |             |                       |
| 시메정 |          | 1        | 13       |              |              | 55           | 3             |               |             |                       |
| 스에정 |          |          | 2        |              |              | 108          | 7             |               |             |                       |
| 가스야정 |          | 1        |          |              |              | 6            | 11            |               |             |                       |
| 히사야마정 |          |          | 3        |              |              | 13           | 5             |               |             |                       |
| 신구정 |          |          | 2        |              |              | 216          | 72            |               | 1           |                       |
| 고가시 |          |          |          | 1            | 6            | 235          | 22            |               |             | 1                     |
| 무나카타시 |          | 1        | 1        |              |              | 67           | 1             |               |             |                       |
| 후쿠쓰시 |          | 1        |          |              | 2            | 33           | 3             |               |             |                       |
| *1 마에바루시 |          | 9        | 44       |              | 1            | 1407         | 29            |               |             | 26                    |
| *1 니조정 |          | 1        |          |              |              | 107          | 6             |               |             | 16                    |
| *1 시마정 |          | 5        | 1        |              | 16           | 920          | 53            |               |             |                       |
| 오카와시 |          | 1        | 5        |              |              |              | 1             |               |             |                       |
| 야나가와시 |          |          | 5        |              |              |              |               |               |             |                       |
| 오카가키정 |          |          |          |              | 1            | 71           | 4             |               |             |                       |
| 구루메시 |          |          | 9        |              |              | 1            | 1             |               |             |                       |
| 이즈카시 |          |          |          |              |              | 75           | 1             |               |             |                       |
| *2 와카미야정 |          |          | 1        |              |              | 107          | 2             |               |             |                       |
| 중상자 1명 이상, 경상자 5명 이상 또는 일부 피해 10동 이상을 기록한 시정촌만 기재. *1:현 이토시마시. *2: 현 미야와카시. |          |          |          |              |              |              |               |               |             |                       |

덧붙여 4월 20일 아침에 일어난 여진에서도 인적, 물적 피해가 발생하였다. 후쿠오카시를 중심으로 후쿠오카현과 사가현에서 총 58명이 부상을 입었으며 새롭게 200동 이상의 주택에서 일부 피해를 입었다.

### 피해액
후쿠오카현의 발표에 따르면 현이 관할하는 공공시설 및 농산물의 총 피해액은 314억 9,702만 8,000엔이다. 이 중 공공토목시설의 피해액이 약 195억 엔으로 총액의 60%를 차지하며 공립문교시설이 약 15억 엔, 농림, 수산업 시설이 약 3억 1,100만 엔이다. 산업별로 피해액을 따지면 상공업이 약 56억 엔, 수산업이 약 18억 엔, 임업이 약 4억 4,000만 엔, 농업이 약 1억엔이다.
후쿠오카시의 발표에 따르면 시가 관할하는 공공시설 등의 총 피해액은 208억 3,000만 엔으로 이 중 87억 6,000만엔(정부부담분 포함)이 해안 및 항만시설, 80억 엔이 어항 시설로 해안가 피해가 피해액의 대부분을 차지하며 그 다음으로 도로 피해액이 많다. 또한 후쿠오카시 인근 기업들이 가입한 후쿠오카 상공회의소의 조사에서는 답변을 한 1,507개 사업소에서 건물, 설비, 상품 피해가 총 33억 6,000만 엔에 달했다. 한편 일부 공장에서는 산업 시설 일시 정지가 있긴 했지만 제조업과 금융업에서 큰 피해는 없었던 것으로 조사되었다. 반면 관광업 쪽에서는 노코노섬의 방문객수가 일시적으로 예년의 20%가 감소하는 등 불안감으로 인한 경제적 피해가 발생하였다.
사가현에서는 2005년 6월 기준 3억 4,255만 엔의 피해액이 발생했으며, 나가사키현에서는 2005년 4월 중순 기준 이키섬을 중심으로 2억 200만 엔의 피해가 발생하였다.
일본지진재보험 사의 조사에 따르면 이번 지진으로 지진보험이 지급한 총 보험금은 2008년 3월 말 기준 231억 엔으로, 가입률의 차이 등으로 단순 비교는 할 수 없지만 1995년 일어난 한신·아와지 대진재의 약 3분의 1, 2004년 니가타현 주에쓰 지진의 1.5배 정도이다. 또한 3월 20일 본진의 피해로 지불한 보험금이 168억 엔, 4월 20일 여진의 피해로 지불한 보험금이 63억 엔이었다. 또한 보험금 지불 건수로 살펴보면 최대 여진이 일어나기 전인 2005년 4월 1일 기준 현별로는 후쿠오카현이 압도적으로 많은 1만 6천여 건(겐카이섬 제외)이며 사가현이 310건, 구마모토현과 나가사키현, 오이타현, 야마구치현에서도 총 240건이 발생하였다.

### 건물 및 시설 피해

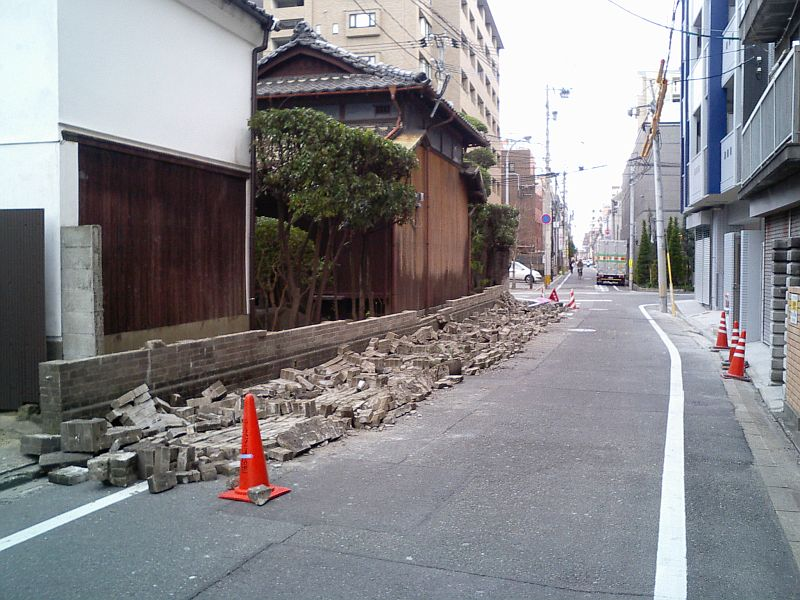
후쿠오카시 주오구의 주택가. 지진으로 낡은 벽돌담이 붕괴되어 도로의 1/4 가까이를 막아버렸다.

겐카이섬, 노코노섬, 이토시마반도 북단의 니시우라 지구, 미야우라 지구, 히가시구의 시카노섬 등 연안 지역 마을의 주택 피해가 컸다. 특히 겐카이섬에서는 주택의 완전 붕괴율이 50%에 달했다. 시카노섬 북부의 가쓰마 지구에서도 겐카이섬의 피해에 준하는 큰 피해가 발생하였다. 노코노섬에서는 2명이 부상을 입고 주택 1동이 일부 무너지는 피해가 있었다. 또한 진원 동쪽의 겐카이나다에 있는 오시마섬(당시 오시마촌, 현 무나카타시)에서는 주택 8동이 일부 무너지는 피해가 있었다. 겐카이섬에서는 가설주택 200채를 건설하여 섬 전체를 구획정리한 후 주택부흥사업을 시작하였다. 또한 시카노섬에서는 16가구, 니시구 기타자키에서 11가구, 노코노섬에서 3가구에 각각 가설주택을 건설하였다.
겐카이섬과 시카노섬은 진앙지와 가까웠고 급경사 지역에 있던 주택이 많아 주택 피해가 더 컸다. 실제로 절토, 성토 등이 조성된 지역의 건물에서 큰 피해가 발생하였다. 다만 오래된 주택의 경우에는 지붕 피해를 중심으로 눈에 띄는 큰 피해가 있었지만 비교적 신규 건설 주택으로 갈수록 피해가 점점 더 경미해지는 경향을 보였다. 이런 이유에는 1950년부터 1981년에 걸쳐 꾸준히 목조 주택의 내진 기준을 만족하는 벽의 두께와 기둥의 강도 등이 강화되었으며 내진 기준 강화 이전의 오래된 주택에서는 내진재의 양이 적었기 때문이다.
후쿠오카시 중심부의 나가하마, 마이즈루, 하카타역 앞, 모모치하마 주변의 중고층 빌딩에서 시행한 설문 조사에 따르면 답변이 있었던 300채의 건물 중 절반 이상에서 선반의 물건이 떨어지거나 천장, 내벽이 떨어지거나 균열이 생겼다고 답했다. 또한 약 40%가 가구가 쓰러지거나 엘리베이터가 정지하는 경험을 하였으며, 약 30%는 텔레비전이나 전자레인지 같은 무거운 물체가 흔들려 떨어졌다고 답변하였다. 또한 약 10%의 건물에서는 유리가 깨지거나 정전, 단수가 되는 등 건물을 일시적으로 사용할 수 없거나 바닥이 뒤틀려 문을 열고닫기 어려운 일이 발생했다고 답변하였다.
후쿠오카시 중심부에 있는 덴진에서는 상업시설 외벽이 일부 떨어저 나가거나 간판이 추락하는 등의 피해가 발생해 임시 휴업하는 점포가 잇다라 나타났다. 한편 지상 부근과 고층에서 일어난 흔들림이 서로 차이가 있어 덴진 지하가에서는 지진 후에도 영업을 계속했지만 쓰나미주의보 발령으로 11시 30분 이후 영업 중지를 결정하였다. 이런 점에서 특히 같은 건물 내라고 하더라도 저층과 고층이 있는 곳에서는 일본 기상청이 발표한 진도 정보에 맞춰 건물 내에서 대응을 일률적으로 한쪽으로만 결정하는 것이 경우에 따라서는 적절하지 않을 수도 있다는 주장도 나왔다. 또한 덴진은 4월 20일 일어난 최대 여진 당시에도 지진이 통근 시간대에 일어나 출근이 늦는 등으로 인하여 개점 시간을 몇 시간 늦춘 점포들이 있었다.
한편 임시 휴업을 결정한 시설의 상당수가 손님을 밖으로 대피하도록 유도했기 때문에 후쿠오카 내 몇 안되는 광장으로 인파들이 몰려들었다. 예를 들어 게고 공원에서는 한때는 100 m 정도 되는 거리의 광장에 사람들이 가득 넘쳐났으며 하나밖에 없는 공중화장실로 사람들이 긴 줄을 서기도 했다. 후쿠오카 시청 앞 광장에서도 수천명이 모여 집단으로 전화를 거는 일도 발생했다. 다행히 교통 수단 대부분이 조기에 재개되어 귀가곤란자 문제가 심각하게 발생하지는 않았다.
후쿠오카 시내에서는 엘리베이터 내 갇힘사고가 20건이 발생해 소방서 및 엘리베이터 관리 회사가 29명을 구조하였다. 마찬가지로 후쿠오카 시내에서 문이 닫혀 뒤틀려서 건물 내에 갇힘 사고가 17건이 발생해 자력으로 탈출한 사람을 제외하고 소방서에서 8명을 구조하였다.
벽돌로 쌓은 담장이 무너지거나 쓰러지는 일도 잇따라 일어나 후쿠오카시 중심부의 조사에 따르면 전체 벽돌담 중 4%가 무너진 것으로 확인되었다. 보강용 철근이나 기초 구조 등에 결함이 있는 담들이 무너졌으며 특히 무보강 벽돌담의 경우 전체의 30%가 완전히 무너졌다. 또한 노후화로 철근이 부식되거나 갈라진 낡은 담장들도 많이 무너졌다. 지역별로는 게고단층 부근이나 그 동쪽 지역의 붕괴가 많았으며 그 중에서도 남북 방향으로 놓인 담장들의 피해가 많았다.
후쿠오카시를 중심으로 멘션의 피해도 발생하여 신내진기준에 따라 건설된 주택의 경우에도 벽에 균열이 가는 등의 피해가 발생했다. 후쿠오카시에서는 멘션 9동이 반파되었으며 약 100여동이 일부 손상되는 피해를 입었다.
이런 가운데 아파트 공유지의 지진보험 미가입으로 인한 문제와 주민들의 피해 감각에 비해 실제 지진보험의 보험금 산정 기준이 엄격하다는 문제도 발생했다. 당시 후쿠오카의 멘션은 공유지 지진보험 가입률이 20%밖에 되지 않아 자력으로밖에 재건할 수 없는 지역이 많았다. 이에 대책으로 후쿠오카시, 가스가시, 지쿠시노시 등은 공유지 재건을 위한 차입금에 이자 지원을 해주는 제도를 새로 수립했다. 반면 지진보험에 가입한 경우라도 피해 인정을 건물 구조 내력상 중요한 기둥이나 내력벽에만 체크하고 있기 때문에 건물의 물리적 구조와는 상관없는 비내력벽이나 복도에 균열 피해를 입은 것은 피해가 있어도 실제로 인정되지 않은 예도 있었다.
노코노섬에서는 지진으로 뒷산에서 약 10톤에 달하는 거대한 바위가 떨어져 집으로 추락한 사고가 있었다. 주택은 완전히 파괴되었으나 거주민은 지진으로 흔들림이 시작된 직후 집 밖으로 대피해서 인명 피해는 없었다.
4월 20일 여진에서는 겐카이섬에서 반파 상태였던 주택이 완전 붕괴되었고 스에정에서 화재가 1건 발생하였다.
3월 28일에 시행한 피해 건물의 응급위험도판정에서 총 2,959건 중 490건이 위험, 1,023건이 요주의로 판정되었다. 4월 20일 여진 이후 새롭게 81건이 응급위험도판정을 받았다. 또한 경사나 옹벽과 가까운 건물의 재해택지위험도판정에서 3월 28일까지 380건(이 중 169건이 겐카이섬)이 판정받았으며 이 중 160건이 위험, 123건이 요주의로 판정되었다.
나가사키현에서는 이키시에서 2명이 부상을 입고 주택 1동이 전파되었으며, 쓰시마시에서도 주택 1동이 일부 파손되는 피해를 입었다.
사가현에서는 주택 벽에 금이 가거나 학교의 유리창이 깨지는 피해가 있었다. 특히 아리타 도자기를 다루는 조합가맹사 중 4분의 1에 해당하는 약 60개 회사에서 흔들림으로 인한 낙하 피해가 있었으며 지진대책이 없던 회사도 있어 약 4천만 엔의 재산 피해가 발생하였다. 또한 사가현에 있는 겐카이 원자력 발전소는 진도4에 해당하는 흔들림을 관측했지만 자동정지기준 이하의 진도였고 원자력 발전소에 이상도 없어 정상 운전을 계속하였다.
대한민국에서도 큰 흔들림이 느껴졌던 부산 지역을 중심으로 백화점의 고객들이 대피하는 소동이 벌어지거나 엘리베이터 등이 정지해 사람이 고립되는 피해가 발생하였다. 또한 지진 직후 경상남도 통영시의 서호시장 한 건물에서 화재가 발생하여 점포 1동이 전소되는 피해가 발생하였다. 하지만 이후 정밀감식결과 서호시장 화재가 지진의 직접적인 영향으로 발생한 화재인지 알 수 없다고 결론내리면서 지진으로 인한 화재인지는 불분명한 상태이다.

### 겐카이섬 전역 대피령 및 복구

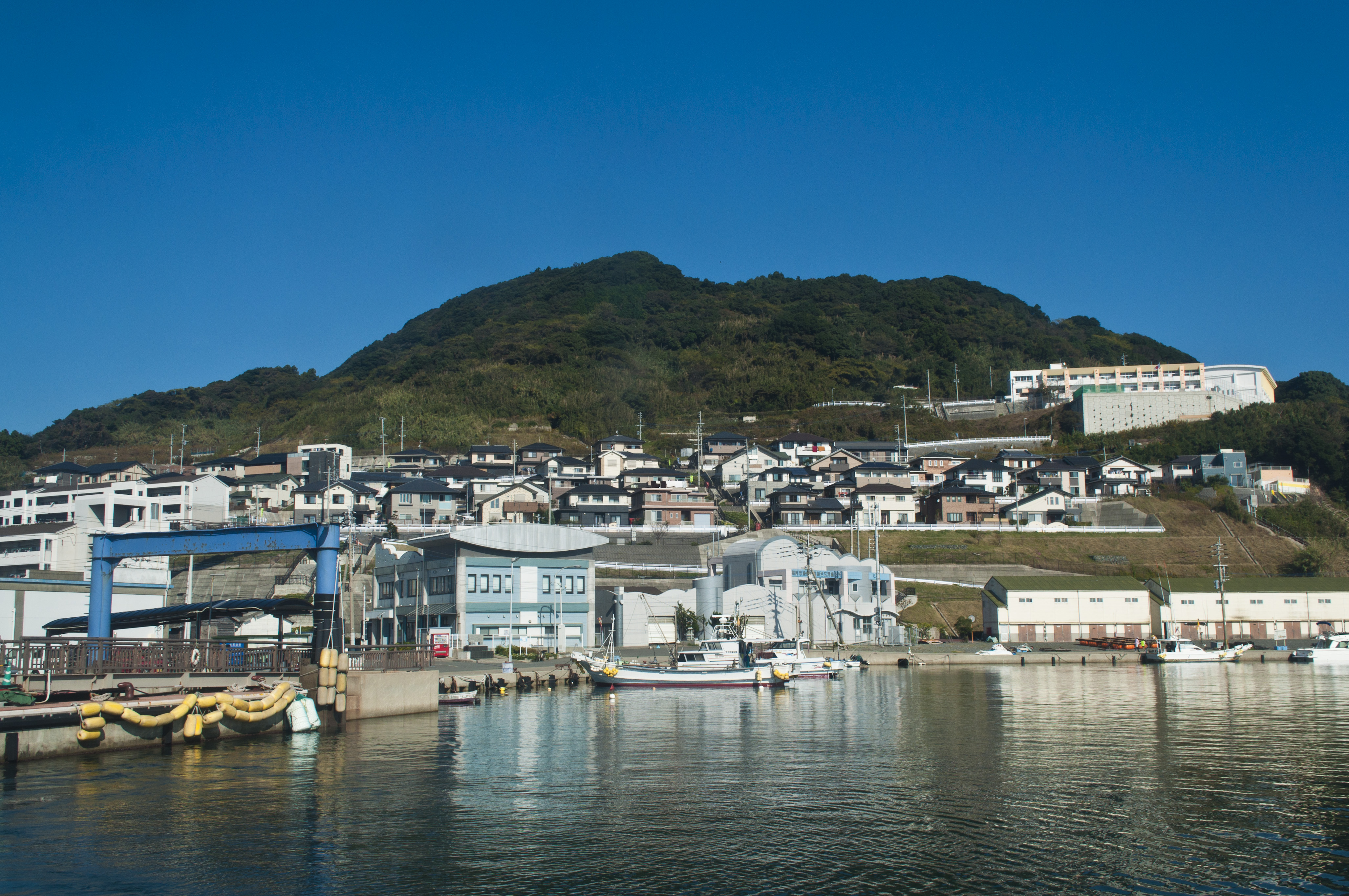
복구사업 6년이 지난 2014년 10월의 겐카이섬 마을.

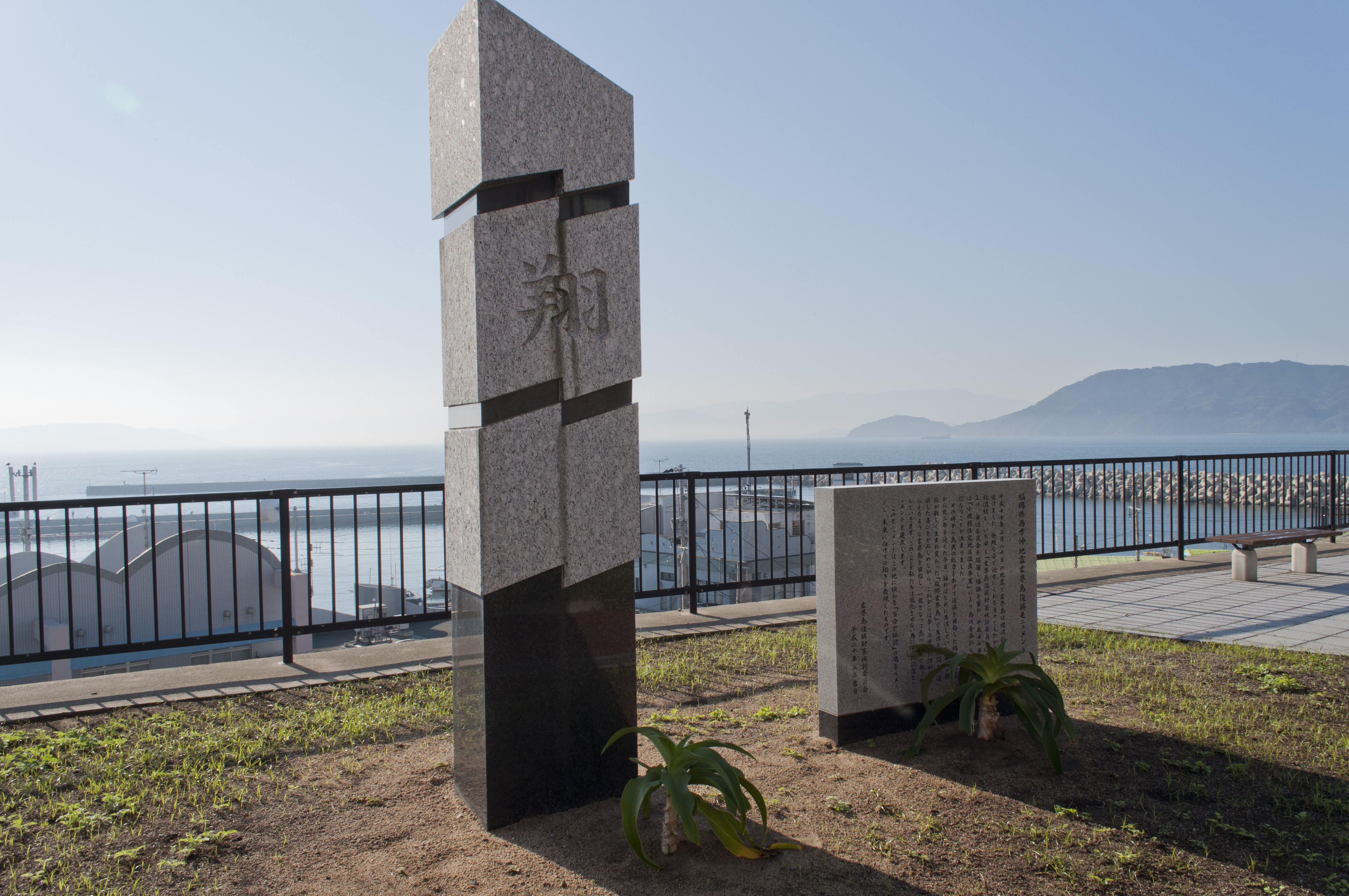
겐카이섬의 진재부흥기념비.

진앙과 가까웠던 후쿠오카시 니시구의 겐카이섬은 무너진 주택에서 여성 1명을 구출하는 등 중상자 10명과 경상자 9명으로 총 19명의 부상자가 발생하였다. 또한 당시 겐카이섬에 있던 전체 주택 214채 중 절반이 넘는 107채가 전파되고 46동이 반파, 61동이 일부 파손되는 등 건축물 대부분이 매우 큰 피해를 입었다.
낙도의 피해율이 높은 상황에서 많은 주민들이 섬 내에서 대피생활을 하기 어려울 것으로 예상되었으며 또한 여진으로 피해 확대가 될 수 있다는 우려도 있었다. 결국 자치회와 어협의 주도로 지진 발생 약 5시간 후인 16시 경 섬 전체에 대피령을 발령해 자치회장 등 10명만 남고 나머지 주민 700여명은 당일 밤까지 후쿠오카시 본토로 대피하였다. 배를 통해 피난할 때 후쿠오카시 관도선 유객선과 후쿠오카시 소방국의 소방정, 일본 해상보안청 제7관구의 순시선 등이 동원되었고 육상에서는 소방차와 민간에서 임차한 버스 등을 동원하여 섬 주민들을 싣었다. 주요 대피소가 된 주오구의 규슈 전력 기념체육관에서는 지진 당일 밤까지 430명이 대피해 있었다.
겐카이섬은 남쪽에 주택이 집중되어 있지만 평탄한 지역이 적어 돌담과 콘크리트 옹벽으로 주택 뒤편 경사면을 깎은 후 그 앞에 주택을 세우는 식으로 건설한 곳이 많았다. 이후 조사에서 오래된 목조주택의 붕괴와 지붕의 피해가 컸고 옹벽 붕괴로 추가 피해를 입은 주택들도 있었다. 한편 신축주택은 경사면에 지은 것이라더라도 피해가 훨씬 적었다. 단순 석조 옹벽은 약 1 m 정도 높이더라도 붕괴한 곳이 많았지만 콘크리트로 벽 사이를 메꾼 강화옹벽은 1.5 m 높이에서도 단순 균열 정도만 발생했고 완전 콘크리트 옹벽은 높이 5 m까지 균열 정도만 발생했다고 보고되었다.
후쿠오카현지사는 지진 발생 당일 자위대 재해파견을 요청하였다. 지진 당일부터 4월 25일까지 약 1개월간 연인원 총 4,100명(최대 규모 310명)이 동원되어 겐카이섬 주민의 대피 지원과 대피지에서의 급수, 급식 활동, 의료 활동, 반파 가옥의 비닐시트 전개 활동 등을 하였다. 비닐 시트 전개는 지진 이틀 후인 3월 22일 예상되는 호우에 대비하기 위해(22일 이후 호우경보가 발령되었다) 설치한 것으로 3월 21일부터 자위대와 경찰, 소방대가 협력하여 작업을 실시했다.
대피 생활이 장기화되면서 대피소 내에서 감기나 독감 등이 유행하여 한때 50명이 입원하거나 복지시설에 입소하는 일이 일어나기도 했다.
피난 생활이 장기화될 것이 예상되면서 가설주택을 건설하기 시작했다. 건설지 선정에 있어 마을 사회 유지를 위해 집단으로 이주를 희망하고 생활터전인 어항 근처에 살고 싶다는 의견도 있었으나 섬의 평지인 공터 지역이 적어 섬 내에 모든 가설주택을 세울 수 없다는 문제가 발생했다. 가설주택을 전부 후쿠오카시 본토에 짓자는 의견도 있었지만 섬의 무인도화 기간이 길어질까 우려한 정부가 섬과 본토에 각각 나눠서 임시 건설하기로 결정하였다. 지진 발생 1달 후인 4월 24일 하카타 어항에 인접한 후쿠오카시 본토, 주오구 공원 "가고메 광장"에 100개 호를, 4월 25일에는 겐카이섬에 100호 등 총 200호를 완공하여 195세대 517명(입주 당일 기준)이 입주하였다.
그 후 겐카이섬의 복구 계획이 결정되어 단독 주택 50호, 시영 주택 65호, 현영 주택 50호 등 총 합 주택 165호와 도로, 공원 등을 동시에 정비하기로 결정했다. 가모메 광장의 가설주택에서 2007년 3월 말 78세대, 2008년 3월 25일에 나머지 전 세대가 원래 섬으로 복귀하였다. 단독주택 이사 세대는 2008년 3월부터 5월에 걸쳐 가설주택에서 이사 작업을 진행했다. 한편 복구 사업 완료 후인 2008년 2월 말 기준 겐카이섬의 인구는 571명으로 지진 전과 비교하여 20% 감소하였다. 복구 사업의 총 사업비는 71억 엔으로 국고 보조를 받는 소규모 주택 지구 개량 사업에서 반 정도를 소모했으며 나머지 약 10%는 토지, 건물의 판매이익과 시의 일반재원으로 충당하였다. 또한 나머지 40%는 지방채(후쿠오카시의 겐카이도 부흥사업채)로 조달하였다.
겐카이도 어협은 지진 이후 "건강 바이!! 겐카이"(元気バイ!!玄界)라는 표어로 로고, 마크화한 표어를 디자인한 유니폼을 만들거나 겐카이섬의 수산물을 출하할 때 "건강 바이!! 겐카이" 스티커를 다는 등 PR 활동을 진행하였다.
겐카이섬은 지진 당시 점심시간 직전이라 많은 가정에서 도시가스를 사용하고 있었지만 주민들은 대피 전 가스를 차단하는 조치를 취했다. 섬 내에서 큰 2차 피해가 발생하지 않은 이유로 여성소방대 자주방재조직이 조직되어 활동했던게 큰 영향을 주었다는 시각도 있다. 또한 소방경찰이 상주하지 않았음에도 불구하고 평소 친분이 두터운 이웃끼리 소재를 확인하고 낙오자를 돕는 등 사망자나 화재 사고도 발생하지 않았다. 한편 겐카이섬이 주택, 도로등이 지진 이후 정비되고 나서 이웃간의 연결이 희미해져 이전까지 거의 보고되지 않았던 노인 고독사나 섬의 어업 활동의 개인화가 증가하는 등 마을 사회의 결속력이 약해지는 부작용도 발생해 복구 사업에 어려움을 끼치기도 한다.

### 창문 유리 문제
후쿠오카시 중심부의 빌딩 밀집지대에서는 일부 빌딩의 유리창이 깨져 지상으로 쏟아지는 사건이 일어났다. 이 모습은 영상으로도 남았으며 텔레비전으로 방송되기도 하였다. 특히 주오구 덴진에 있는 후쿠오카 빌딩(1961년 완공)은 전체의 30%가 넘는 유리창 약 440장이 깨져 건물변의 보도를 걷고 있던 행인 2명이 깨진 유리에 맞아 부상을 입기도 했다. 깨진 유리는 대부분 붙박이창으로 샷시로 고정되지 않은 유리는 파손되어도 지상으로 낙하하지 않았으며 또한 지진동으로 건물의 층간 변형이 집중된 것으로 보이는 4~6층 사이 유리창의 파손율이 제일 높았다.
이후 조사에서 대부분의 유리창이 깨진 것이 창틀과 유리 사이 실링재에 흔들림을 흡수하기 어려운 경화성 소재를 이용한 오래된 공법을 사용한 것이 원인으로 밝혀졌다. 이런 오래된 공법은 1978년 미야기현 해역 지진 당시 유리창 파손 피해가 크게 일어나자 같은 해 개정되고 1979년 4월 시행된 건설고시로 금지된 공법이었으며 그 이후에는 실리콘과 같은 연화성 소재를 이용해서 유리창을 붙여야 한다.
위와 같은 피해에 따라 일본 국토교통성은 3월 23일 전국의 지자체에 1978년 이전 시공된 3층 이상의 중심 시가지, 대피도로 등에 접한 건축물을 조사해 개보수 등을 지도하도록 통지하였다. 그 후 2006년 3월까지 약 36,000동의 건물을 조사하여 1,300동이 부적격건물로 판명, 그 중 2006년 3월까지 511동의 개보수가 끝났지만 2013년 9월에는 914동이 개보수하였다.
또한 도심지에서 일어난 사고임에도 불구하고 부상자가 2명만 발생한 것은 와타나베 도로에 있는 지하상가 및 그와 이어진 지하통로가 발달한 덴진 지역은 지하상가 거리를 통해 이동하는 사람이 많아 2월부터 개업한 덴진 지하가에 사람들이 더욱 몰렸고 더군다나 덴진 지역은 비즈니스 거리로 주말이라 유동 인구가 떨어져 부상자가 적었을 것이라는 분석이 있다.

### 게고단층 인근 피해집중지역

후쿠오카시 중심부의 게고단층(녹색)의 동쪽 지역(빨간 테두리)에 피해가 집중되었다. 상세한 피해 지점 기록은 후쿠오카시 지진기록지 내의 "자료편 주택피해분포도 1"에 정리되어 있다.

후쿠오카시 중심부는 지역에 따라 피해 차이가 있었다. 후쿠오카시 중심부의 건물 피해는 다이묘, 야쿠인, 이마이즈미, 게고, 마이즈루 지구의 좁은 지역에 집중되었다. 이 지역은 전부 뒤에서 설명할 바와 같이 모두 게고단층의 동쪽 지역이다. 이 지역에서는 벽 균열, 외벽 붕괴, 문틀 변형 등의 피해가 일어났으며 외관상으로는 일부 외벽이 떨어져 나간 것처럼 보였어도 내부 벽은 전단 파괴가 일어나 균열이 생긴 건물이 있었다. 그 중에는 문짝이 뒤틀러 변형돼 대피가 어려워지자 이웃의 도움을 받아 창문으로 탈출한 경우도 있었다. 반면 1 km 정도 떨어진 덴진의 빌딩거리는 비교적 피해가 적었다.
일부 지역은 건물 붕괴 우려가 있다며 인근 주민들에게 대피 권고를 내리기도 하였다. 주오구 다이묘, 마이즈루, 하카타구 시모고후쿠마치, 지요 4곳에서 총 합 51세대 87명에게 대피령이 발령되었으며 이 대피령은 4월 초순까지 점진적으로 해제되었다. 이 지역은 4월 20일 최대 여진 당시에도 외벽 붕괴 사고가 잇달아 발생하기도 하였다.
본진으로 발생한 최대 지반 가속도(PGA)를 분석하면 덴진 5가에 있는 K-NET 후쿠오카 관측점은 남북 277 gal, 동서 239 gal이었덤 반면 다이묘 2가의 관측점은 남북 489 gal, 동서 310 gal로 다른 곳에 비해 지진동이 훨씬 컸다.
이런 피해 차이의 원인으로 게고단층대 지하 구조의 영향이 꼽힌다. 후쿠오카시를 종단하는 게고단층을 중심으로 서쪽은 지반이 부드러운 퇴적층이 20 m 정도로 얉은 반면 동쪽은 50 m 정도로 두껍고 게고 단층의 동쪽 가장자리는 그 두께가 100 m에 달한다. 퇴적층이 두꺼운 지역은 표층지반증폭률이 높아 지진이 흔들림이 증폭되며 여기에 기반암 깊이에 변화가 있는 부정형 구조의 경계부도 지진동이 증폭된다는 것이 알려져 있다. 단층 동쪽의 퇴적층이 두꺼운 지역은 폭 약 500 m 정도의 피해가 컸던 지역과 겹쳐 있으며 지진 이후 지질 조사 결과에서도 지반 구조에 영향이 있음을 보였다. 또한 후쿠오카시 남부와 가스가시에서도 건물 피해가 많았던 지역이 있는데 마찬가지로 퇴적층이 두꺼운 지역이었다.

### 항만 및 액상화 피해
하카타만 연안 지역에서는 매립지를 중심으로 토양액상화 현상으로 땅에 모래나 진흙이 분출하거나 측면 방향 유동현상으로 인한 단차, 땅이나 포장도로의 갈라짐 현상이나 균열 발생, 침하 현상 등이 잇달아 일어났다. 하카타항에서도 선창과 호안에 균열과 침하 현상이 일어났다. 일부 선창 부두는 사용할 수 없을 정도가 되었으나 다른 부두로 대체하는 등으로 항만 기능을 이어나갔다. 2005년 여름부터 2007년 2월에 걸쳐 항만시설 복구공사를 진행했다. 후쿠오카시 내 8개 어항도 피해를 입어 부두 총 6 km가 파손되는 피해를 입었다.
이토시마반도와 신구정에서도 진흙 분출 현상이 확인되었다.
나가사키현에서는 이키시의 인도지항의 부두가 파손된 것 외에 야와타우라 어항의 방파제가 파손되는 피해를 입었다.
사가현에서도 겐카이나다 연안의 가라쓰시 요부코정과 진제이정 곳곳의 부두에서 균열이 생기는 피해를 입었다. 가라쓰시 가시와지마섬에서는 어항 인근 도로에서 액상화현상으로 인한 함몰이 발생했으며 부두와 호안에 균열이 생기는 피해를 입었다.

### 문화재 및 박물관 피해
후쿠오카 시내와 인근 시정촌에서 사찰과 같은 문화재에도 큰 피해가 있었다. 문부과학성의 정리에서 국보 1건, 중요문화재 19건, 사적 및 명칭 17건 등 총 37건의 피해가 보고되었다. 오이타현 우사시에 있는 국보인 우사 신궁에서는 신궁 벽에 균열이 가는 피해가 있었다.
후쿠오카시 및 인근 박물관에서도 시설 피해와 함께 지진 대책이 부족했던 전시품이나 소장품이 쓰러지거나 낙하해서 파손되는 피해가 있었다.
진앙지와 가까웠던 우미모나카미치 마린 월드에서는 대피 도중 관람객 800명 중 1명이 부상을 입는 피해가 있었지만 그 외 시설 직원이나 전시 생물의 직접적인 피해는 없었으며 액상화로 인한 외부 구조물이 침하하는 사고가 일어났으나 본관 시설 피해 또한 없었다. 하지만 배관 손상과 전기계통 고장으로 돌고래와 바다사자가 서식하는 수조의 수위가 급격하게 낮아지고 어류를 전시한 14개 수조도 수질 관리가 불가능해 각기 다른 수조로 생물을 대피시키는 일이 일어났다. 또 동물들도 지진에 트라우마가 생겨 지진 직후 짐승우리에서 아에 나오지 않거나 쇼 도중 겁에 질러서 탈출한 사고도 있었다. 한편 휴관이 장기화되면 경영상황이 악화되고 피해지역이라는 이미지가 정착해 소문이 퍼져 피해가 커질까 우려하여 응급 복구 작업을 한 후 지진 이틀 후인 3월 22일 일부 전시관을 제외하고 영업을 재개하였으며 영업과 동시에 본격적인 복구 작업을 병행 진행하기로 결정하였다.

### 인프라 피해
상수도 단수 피해도 일어났다. 후쿠오카현 내에서 겐카이섬, 시카노섬 가쓰마 지구, 하카타구, 주오구, 무나카타시 등 총 446세대, 사가현 내에서 가와조에정, 지요다정 등 총 199세대, 오이타현 내에서 히타시, 나카쓰시 등 총 204세대로 총 849세대가 일시 단수 피해를 입었다. 이 중 나카쓰시에서는 국도 제212호선의 보도 내에 매설한 수도관이 지진으로 파열되어 약 150 t의 물이 누출된 사고가 일어났다.
후쿠오카시에서는 연안부와 주오구를 중심으로 이음매 파손 등으로 인한 배수관 누수 피해가 31건, 급수관 누수 피해가 101건, 소화전 누수 피해가 30건 일어났다. 지진 직후에는 최대누수량이 약 5만 톤으로 예상되었지만 5월 5일까지 누수량을 모두 없앴다. 하수도에서도 하수처리시설과 송수 시설, 수로 등에 피해가 있었지만 2005년 안에 전부 복구되었다.
규슈 전력 관내 전기시설에서도 본진 직후 전신주가 기울어져 혼선, 단선 사고가 일어나 후쿠오카시, 오노조시 내 총 2,600가구가 약 2시간 동안 정전되는 피해가 일어났다. 또한 4월 20일 일어난 여진에서도 후쿠오카시 니시구와 미나미구의 변전소에서 지진을 감지한 안전장치가 작동해 후쿠오카시, 마에하라시, 오노조시, 나카가와정 내 약 22,000 가구가 약 5분간 정전되었으며 주오구에서는 100여 가구가 40분간 정전되는 피해가 있었다.
후쿠오카시와 기타큐슈를 중심으로 석탄 가스를 공급하는 서부 가스 주식회사는 본진 당시 166건, 4월 20일 여진 당시 58건의 가스 누출 사고가 보고되어 이틀 이내에 처치를 마쳤다고 발표하였다. 또한 후쿠오카현 내 액화석유가스(LPG) 공급 가정에서도 본진 당시 40건, 4월 20일 여진 당시 13건의 가수 누출 사고가 보고되어 당일 내에 해결하였다. 모든 누출 사고에서 화재는 발생하지 않았다. 가스 누출 화재가 없었던 이유로는 한신-아와지 대진재 이후 진도5 이상의 흔들림을 감지해 자동으로 가스 공급을 차단하는 가스 미터기가 도시가스 공급 가정에서 설치 의무화되었고 LPG 가스 공급기에도 설치를 권장해 후쿠오카현 내 설치율이 99%에 달했기 때문이었다.
후쿠오카시 니시구 니시우라나 히가시구 가스미가오카에서는 벼랑 붕괴의 위험으로 총 17세대 36명에게 피난권고령을 발령하여 대책공사를 착수해 4월 초에는 피난령이 해제되었다. 또한 4월 20일 발생한 여진에서 후쿠오카시 주오구의 벼량이 붕괴될 위험해 처해 총 2세대 3명에게 피난권고령을 내렸다가 5월에 해제되었다.
지진으로 공공 시설 등에 스스로 대피한 사람들은 후쿠오카시 최대 2,800명으로 집계된 것을 포함해 후쿠오카현과 사가현을 합쳐 약 3,000명으로 집계되었다. 4월 20일 여진 당시에도 후쿠오카시를 중심으로 211명이 스스로 피난을 갔다.
지진으로 발생한 진재쓰래기는 2008년 3월까지 후쿠오카시 내에서 약 10만 2,597톤에 달했다.

### 통신 및 보도
본진 이후 서일본 전신전화의 일반 전화는 수 시간 동안 통화규제가 이뤄져 재해용 전언 다이얼이 설치되었다. 후쿠오카, 사가, 나가사키 3개 현에서 약 4시간 동안 발신규제가 내려졌으며 재해용 전언 다이얼 사용자는 3월 25일까지 84,000건을 기록했다. 휴대전화의 통신 규제는 밤까지 이뤄져 통화량 폭주로 통화 연결이 어려웠던 가운데 이메일이나 인터넷은 통신 문제가 일어나지 않아 각 회사의 재해전언판 서비스가 효과를 발휘했다. NTT 도코모 규슈는 지진 직후 통화량이 평상시 휴일 통화량의 20배가 넘어 75%의 통화 규제를 실시하다 서서히 완화하여 오후 11시 경부터 정상 통화가 가능해졌다. NTT 도코모, au(KDDI), 쓰카 양 그룹도 휴대전화를 위한 재해용 전언 다이얼을 설치해 각각 38,000건, 8,600건을 이용하였다.
메일과 웹은 보급률은 낮았지만 휴대전화에서보다 PC에서 더 연결하기가 쉬웠다.
한편 관공서나 중요 인프라 관련 사업자의 휴대전화와 같은 우선전화를 재해 시에도 우선적으로 회선을 확보해주는 장치가 고장나는 사고가 발생했다. 12시 40분 경까지 약 2시간동안 일반 전화와 같이 연결이 안 되는 상황이 이어졌다. 계약건수는 규슈 전역의 2,130건이며 후쿠오카현에서만 약 1,100여건에 달했다.
사가현 가라쓰시에서는 지하 전화선이 손상되어 한때 약 300세대의 통화가 불통되었다.
지진 후 시행한 설문조사에서 지진 당일 가장 곤란했던 일로 가장 많이 꼽혔던 것이 휴대전화를 사용할 수 없었다는 것으로 전체 응답자의 70%가 언급했다. 그 다음이 가족과의 연락 불통, 일반전화 불통이었다. 한편 지진 직후 정보를 입수한 경로로는 NHK 텔레비전 방송이 70%, 민영 텔레비전 방송이 50%, 이웃이나 가족간의 대화가 20%, 인터넷이 10%(전부 중복 포함)으로 나왔다.
방송에서는 기록이 남아 있는 것에 한정하면 RKB 마이니치 방송과 RKB 라디오에서는 지진 발생 직후인 11시 경부터 16시까지 특집보도방송으로 지진과 피해 정보를 전했다. 또한 외국어방송인 러브 FM은 지진 발생 직후 일본어와 영어로, 지진 수 시간 후부터는 순차적으로 한국어, 중국어, 포르투갈어, 스페인어 등 총 10개 언어로 지진 정보를 보도하였다.
이 지진에서는 재해 시 통신으로 이메일이나 인터넷을 사용하는 경향이 강해져 비슷한 도심형 지진인데도 불구하고 1995년 일어났던 효고현 남부 지진 당시 FAX를 많이 사용했던 것과 달리 통신 이용의 변화가 크게 일어났다.
대한민국에서도 지진동이 느껴짐과 함께 수 시간 후 텔레비전 방송 등을 통해 쓰나미 발생 우려가 전파되면서 대구, 경상북도 내 기상대 및 주변 지역의 통화량이 갑자기 증가해 쓰나미 주의보 해제가 알려지기까지 1시간가량 통화가 되지 않는 사고가 일어나기도 했다.

### 교통 문제

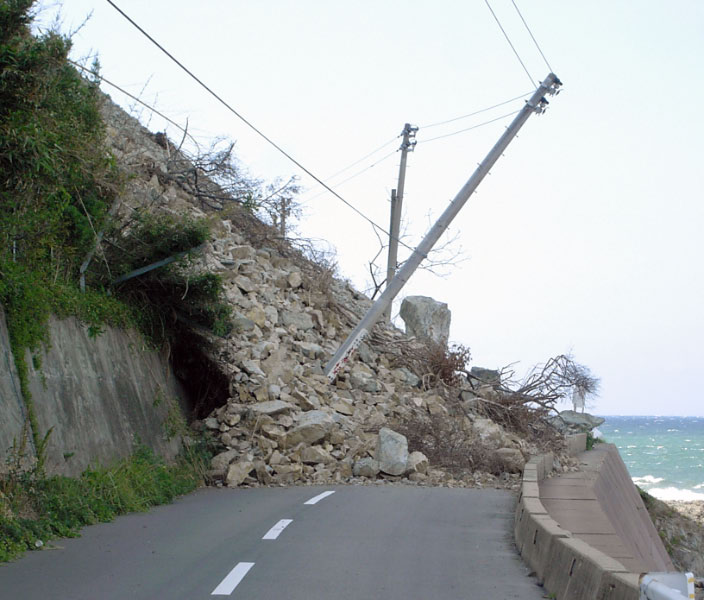
후쿠오카시 시카노섬의 해안도로에 산사태가 일어나 도로를 완전히 막아버린 모습.

후쿠오카 시내는 연안부를 중심으로 도로 함몰, 융기가 153곳, 시카노섬과 겐카이섬, 니시구 기타자키를 중심으로 도로변 경사면 붕괴가 19곳 나타나 43개 도로가 전면 통행금지, 10개 도로가 일방통행으로 바뀌었다. 대부분의 도로는 우회로를 확보하여 1개월 내에 복구를 완료했지만 시카노섬의 일주도로는 전면 복구까지 1년 반이 걸렸다. 바다에 접한 절벽 지역인데다 계속되는 여진과 비로 도로 붕괴가 계속되어 4월에는 도로 통제 지점이 본진 직후에 비해 3배나 길어졌으며 2차 피해를 우려해 도로 복구 작업이 지연되었다.
지진 후 규슈 광범위한 지역에서 열차 운행이 중지되었다. 서일본 철도 2개 노선과 기타큐슈 고속철도는 일시적으로 운행을 중지하였다. 후쿠오카시 교통국의 시영 지하철은 지진 발생과 동시에 운행중인 22개 노선을 전부 중지시켰고 역 사이에 정차한 2개 노선 9개 전동차는 서행으로 가장 가까운 역까지 이동해 승객을 대피시켰다. 하지만 당시 개업한 지 1개월이 조금 넘은 나나쿠마선은 운행 관리 시스템의 전원 케이블에 다른 기기가 올라가 쇼트가 일어나 열차 위치 확인이나 운행 제어를 할 수 없는 사고가 발생했다. 30분 후에도 복구가 이뤄지지 않아 역 사이에 정차한 나나쿠마선 열차 5대의 승객은 도보로 인근 역까지 피난을 갔다. 이후 후쿠오카 시영 지하철은 전력 시스템의 전원계통을 확충하였다. 17시에 전 노선 운행이 재개되었으며 이때까지 약 86,000명이 영향을 받았다.
큐슈여객철도(JR 규슈)는 큐슈신칸센을 제외한 전 노선을 중지시켜 관내 열차 30대가 움직이질 못했다. 하카타역으로 향하는 특급 가모메, 미도리 1대는 거의 만원으로 승객이 가득 탄 채 약 1시간 동안 움직이지 못했다. 서일본 여객철도(JR 니시니혼)는 산요 신칸센 노조미 1편이 터널 안에서 정차해 승객 400여 명이 4시간 반 넘게 휴대전화도 통하지 않는 터널 내에 갇혀 터널 내 차량 전화기에 긴 줄이 생기는 사고도 발생했다. 신칸센 53편이 운행을 중단했으며 약 48,000명이 지연 피해를 입었다. 18시 경부터 전 노선의 운행이 재개되었다. JR 규슈와 니시니혼은 지진 이후 지진 대처 매뉴얼을 재검토하였다.
4월 20일 일어난 여진에서도 후쿠오카현, 사가현 주변 철도가 일시적으로 운행을 중단해 수 시간 동안 갇힌 승객들도 있었다.
고속도로는 본진과 4월 20일 여진으로 후쿠오카현, 사가현 주변 3개 구간에서 일시적으로 통행 금지가 내려졌다. 또한 후쿠오카 고속도로, 니시규슈 자동차도, 기타규슈 고속도로 등의 유료도로도 일시 폐쇄되었으며 특히 후쿠오카 고속도로에서는 일부 교량의 지승이 파손되었으나 다음 날 아침까지 복구가 완료되었다. 고속도로 통행 금지의 영향으로 덴진과 규슈 각지를 운행하는 니시테쓰 고속버스도 영업을 중단하였다가 15시경부터 영업을 재개하였다.
후쿠오카 공항은 안전 확인을 위해 지진 이후 30분간 이착륙을 중지하여 총 10편 1,500명이 이착륙 지연 피해를 입었다.

### 범죄
본진 이후 피난으로 집을 비운 가정을 노린 빈집털이범이나 담당자를 가장해 전기나 수도 점검이라고 속이고 방에 들어가는 등의 절도 사건이 발생해 3월 23일에는 후쿠오카현 경찰이 주의령을 당부했다. 지진을 이용한 사기 피해가 발생하기도 했다.

## 자원봉사 및 복구 지원 활동

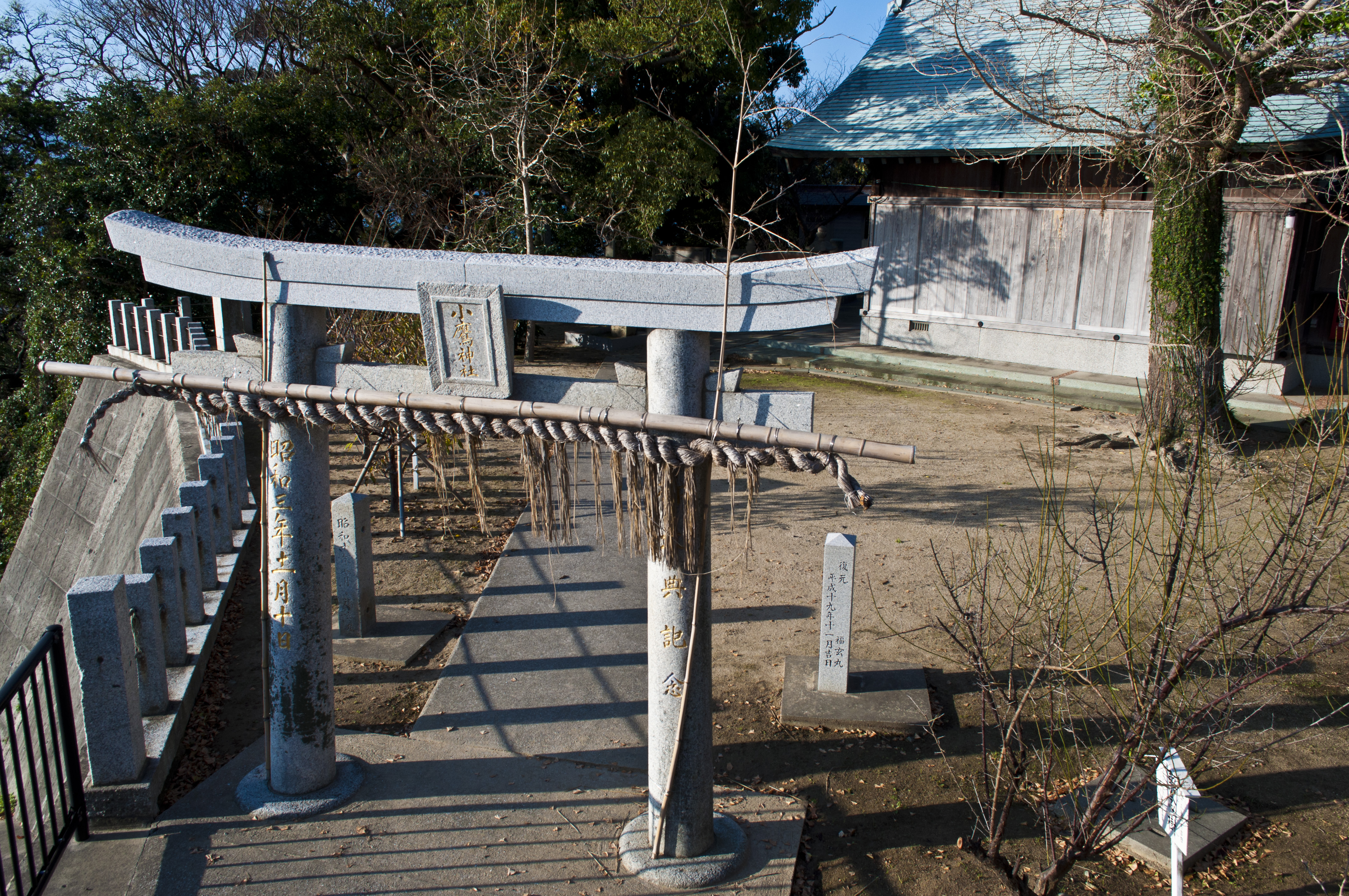
의연금으로 재건된 겐카이섬의 고타카신사.

후쿠오카시에서는 지진 다음 날 재해 자원봉사센터가 설치되어 자원봉사자를 정리하였다. 2005년 5월말까지 피해가 컸던 지역과 대피소를 중심으로 일반 자원봉사자 3,254명이 주택 내부 청소, 잔해 철거, 배식 보조 및 말벗, 반려동물 기르기 등으로 대피생활을 지원하였다. 또한 전문단체나 기업의 자원봉사자 1,000여명이 피해주택 진단과 상담, 대피소 내에서의 마사지 및 지압, 이발, 머리감기, 심리 케어, 애완동물 상담과 같은 활동을 진행하였다.
후쿠오카현, 일본 적십자사 후쿠오카현 지부, 후쿠오카현 공동모금회가 모여 "후쿠오카현 서쪽 해역 지진 재해의연금"이라는 이름으로 5월 말까지 약 2개월간 모금 활동을 진행했다. 2007년 3월 기준 후쿠오카현에 7억 1천만엔의 기부금이 전달되었다.
일본의 천황 아키히토와 황후 미치코도 후쿠오카현에 위문금을 전달했다. 당시 황태자였던 나루히토 친왕은 10월 30일 가설주택이 있는 후쿠오카시 주오구의 가모메 광장을 방문하였다. 천황과 황후 두명도 지진 발생 2년 반이 지난 2007년 10월 29일-30일 양일간 가고메 광장과 겐카이섬을 방문하였다.
후쿠오카시를 거점으로 하는 야구팀인 후쿠오카 소프트뱅크 호크스는 지진 후 열리는 첫 경기인 3월 26일 공식전에서 팬들과 부흥을 기원하는 메시지를 내걸었으며 소프트뱅크 그룹과 선수, 감독, 코치진 등으로부터 총 2천만 엔의 의연금 기부를 발표하고 그 외에도 자선 경매나 후쿠오카 돔(당시 야후 돔)에 모금함을 설치해 방문객들로부터 의견금을 걷기도 하였다. 또한 '매'와의 인연으로 피해를 입었던 겐카이섬의 고타카 신사의 재건을 기원하는 자선경기를 열어 티켓 요금의 일부를 기부하였다.
2005년 5월 하카타 돈타쿠 기간을 중심으로 겐카이섬 등의 복구 지원에 대해 감사를 전하고 후쿠오카시 전체가 지진으로 매우 큰 피해를 입은 것은 아니라는 것을 홍보하기 위해 민관합동으로 "건강 바이!! 겐카이" 및 "건강 바이!! 후쿠오카" 캠패인을 열었다. 겐카이섬 특산물을 전시하고 겐카이섬 주민과 돈타쿠 퍼레이드를 참여하는 행사 등이 열렸다.
겐카이섬에 있는 겐카이 초등학교에서는 2005년, 2006년에 NPO 단체의 자원봉사자가 모인 연극이나 합창단의 곡을 제공해주거나 지도해주는 봉사활동이 열렸다. 지원활동의 일환으로 후쿠오카현 출신 싱어송라이터인 노다 가쓰히코는 2007년 부흥응원가인 "나의 고향 겐카이섬"(僕のふるさと玄界島)을 제작해 CD를 섬에 기증하였다.
겐카이섬 자치회와 히가시구 와지로히가시의 태고 단체가 협력하여 겐카이섬 주민들에게 태고를 가르치고 2006년 10월에는 겐카이섬의 태고 단체인 '겐카이태고'가 설립되어 부흥에 도움을 주었다.

## 정계의 반응
일본 정부는 지진 발생 7분 후 총리대신 관저에 대책실을 설치하고 15시 후부터 정부조사단을 후쿠오카현에 파견하였으며 20시에는 제1회 관계부처연락회의를 개최했다. 3월 24일에는 방재담당 내각부특명대신 무라타 요시타카가, 3월 26일에는 내각총리대신 고이즈미 준이치로가 각각 피해지역을 방문했다.
한편 야당 각 당도 정보를 수집하여 3월 21일 민주당의 대표 하토야마 유키오 등은 후쿠오카 시내의 응원연설 일정을 변경해 겐카이섬 등 재해 지역을 방문했다. 이 움직임은 1개월 후 열릴 예정이었던 중의원 후쿠오카현 제2구 보궐선거 일정 때문이라는 보도가 있었다. 보궐선거는 4월 24일 예정대로 열렸다.
긴급소방원정대로 지진 당일 구마모토현 소방헬기가 정보 수집 활동을 하고 오사카시 소방헬기가 인력 수송을 실시했다. 또한 경찰의 광역긴급원조대로 구마모토현, 야마구치현, 히로시마현에서 후쿠오카현으로, 나가사키현에서 사가현으로 총 183명 차량 45대가 파견되어 정보 수집과 인력 수송 활동을 진행했다.
피해가 집중된 후쿠오카시에서는 이재민에게 주택, 택지 관련, 위문금, 자금 대출, 취학 관련, 중소기업 관련, 농림어업자 관련, 세금 등 비용부담 관련, 기타 등 각 관련 항목 별 지원책을 발표하였다. 특히 겐카이섬과 같은 대규모 복구사업을 하지 않아 피해가 컸던 시카노섬 3개 지구는 일부 손괴 이상의 피해 세대에게 보수 지원 비용으로 최대 150만엔, 재건축 지원 비용으로 최대 300만엔을 시가 지원하였으며 겐카이섬에서 자주재건을 시도하는 세대에게도 같은 자금 지원을 하였다. 또한 후쿠오카시, 후쿠오카현 모두 반파 이상의 세대, 전치 1개월 이상의 부상자에게 각각 수만 엔의 위로금을 지원하였다.
지진 직후 행정직원 집결에서 후쿠오카현의 경우에는 자동호출로 비교적 원활하게 이뤄졌지만 후쿠오카시나 후쿠오카현 내 각 기초자치단체는 통화 규제로 집결이 늦어진 곳이 있었다. 또한 방재대책에 지진 관련 사항이 없어 대응이 부족했던 지자체도 있었다. 이후 후쿠오카시는 2008년 8월부터 휴대전화 메일을 통한 자동집결시스템을 도입하기 시작했다.
아래는 각 재해지원법을 적용받는 지자체의 목록이다.
- 재해구조법 적용: 후쿠오카시 (3월 20일 발표)[49]
- 이재민 생활재건지원법 적용: 후쿠오카현 전 현 (4월 18일 발표. 3월 31일에 후쿠오카시만 적용했으나 이후 전 현으로 확대)[49]
- 극심재해법 적용: 적용 대상 없음[145]

## 이후의 방재 대책
지진으로 피해를 입은 지역은 방재 의식이 향상되는 효과를 낳기도 하였다. 지진 이후 후쿠오카 시민을 대상으로 한 설문 조사에서 대지진이 일어날 것이라 생각했는지에 대한 질문에서 "생각했다" 라고 응답한 사람이 2.9%이며 "전혀 생각하지 않았다"라고 응답한 사람이 60%, "별로 생각하지 않았다"라는 사람이 30%로 부정적인 의견이 압도적이였지만 지진 이후 미래에 지진이 발생할 가능성에 대한 질문에서는 "생각하고 있다"가 20%, "약간 생각하고 있다"가 60%, "전혀 생각하고 있지 않다"는 1.4%로 긍정적인 반응이 압도적이었다.
다른 설문조사에서는 후쿠오카현 내에서 가구의 전도방지대책률이 약 6%에 불과했으나 지진 후에는 29%로 상승해 도쿄도의 수준으로 증가하였다. 또한 높은 곳에 물건을 두지 않는 조치를 취한 사람은 지진 전 약 14%에서 지진 후 48%로 약 3배 넘게 상승하였다.
후쿠오카시는 지진 후 지역방재계획에 포함되어 있던 게고단층의 지진 대책 및 조치방안을 확충하였고 후쿠오카현은 게고단층을 포함한 현 내 기타 단층의 지진문제에 대해서도 2006년과 2011년 두 차례에 걸쳐 예상 지진을 재검토하였다.
후쿠오카시에서는 게고단층에서의 지진에 대비해 게고단층 주변 지역에서 높이 20 m 이상의 건물을 신축할 경우 내진 기준의 지역계수를 건설성 고시인 0.8(후쿠오카현 기준)에서 3대 도시권 수준인 1.0으로 올릴 것을 요구하는 조례를 2008년 10월부터 시행하였다. 단 이는 의무성 조항은 아니라 2015년 1월까지 대상 건물 중 조례를 따른 건물은 약 30%이다.
후쿠오카시는 2005년 12월 시의회 결의로 지진이 발생한 날인 3월 20일을 "시민 방재의 날"로 정하고 이 날마다 강연회와 훈련 등을 통해 방재 의식 고취 행사를 진행한다. 민간에서도 매년 3월마다 라디오 6개 방송국이 합동으로 지진의 교훈을 전하는 방재계발 프로그램인 "라이프 서포터 당신을 지키는 방재 라디오"를 방송하는 등의 행사를 진행한다.
지진조사위원회는 게고단층대의 장기지진평가 평가문에서 후쿠오카현 서북쪽 해역에는 이번 지진을 일으킨 단층과 마찬가지로 조사가 어려운 주향이동단층형 미지의 해저 활단층이 존재할 가능성이 있으며 마찬가지로 미지의 활단층에서 지진이 발생할 가능성도 있다는 점을 유의해야한다고 기록하였다.
이전부터 후쿠오카 도시권은 상수도 공급 부족 문제가 있었는데 지진 이후로 후쿠오카 도시권 내에서 재해에 잘 버틸 수 있는 수도 시설 건설 요구가 높아지면서 후쿠오카시 수도국과 후쿠오카지구 수도기업단, 기타규슈시 상하수도국은 상수도 원료인 수돗물을 긴급하게 시에서 서로 융통하는 수도관인 북부 후쿠오카 긴급연락관을 구상하였다. 이듬해인 2006년부터 후쿠오카시와 기타규슈시를 잇는 수도관 건설이 시작되어 2011년 완공되었다.

### 게고단층대
일본 정부 지진조사위원회는 2007년 3월 19일 게고단층대의 장기 평가를 발표하였다. 후쿠오카현 서쪽 해역 지진의 진앙지인 후쿠오카시 해역 겐카이나다부터 시카노섬에 이르는 단층을 "후쿠오카 서북쪽 해역 단층"으로, 지쿠시노시에서 가스가시, 후쿠오카시 중심부를 거쳐 하카타만을 횡단해 시카노섬 동남쪽 해역까지 이르는 단층을 "게고단층"으로 구분하였다. 2개 구간은 각각 별도로 지질 활동을 하는 것으로 추정하고 있지만 먼 미래에 동시에 활동할 가능성도 부정할 수 없으며, 양쪽을 한데 묶어 "게고단층대"라 지칭하였다. 게고단층의 최대 발생 가능 지진 규모는 M7.2 정도이며, 30년 이내 지진 발생 확률은 "약 6%"로 일본의 주요 활단층 중에서는 지진 발생 확률이 높은 단층으로 평가되었다.
또한 후쿠오카현 서쪽 해역 지진의 CMT해는 동서 방향 압력축을 가진 서북-동남쪽 주향이동단층이며 게고단층은 동남쪽 끝 부분과 이어져 있는 연장선상 관계이기 때문에 이번 지진으로 게고단층에 가해진 응력이 증가했을 것이라는 주장도 존재한다. 따라서 게고단층의 지진 발생 확률은 위의 발표값보다 더 높을 것이라는 주장도 존재한다.

### 도심 직하형지진
일본에서 100만명 이상 거주하는 도시 혹은 정령지정도시 중에서는 고베시를 덮친 1995년 효고현 남부 지진 이후 처음으로 발생한 규모 M7급의 지진이다.
하지만 고베에서 일어난 효고현 남부 지진과는 달리 진앙지가 후쿠오카시 중심부에서 떨어진 해역에서 일어난 지진이고 화재가 발생하지 않았으며 고베 대지진을 계기로 일본 전역에서 건물과 인프라의 내진화가 이뤄져 피해 정도는 더 적었다. 또한 고베시에서는 목조 주택이나 저층 건물이 흔들리기 쉬운 주기 1~2초 정도의 지진동(킬링 펄스)이 커서 전파 주택 10만 채가 넘는 막대한 피해가 발생한 반면 후쿠오카시에서는 지진동이 전체적으로 고베에서보다 작았으며 지진동에서 가장 컸던 성분이 주기 1초 미만의 단주기 지진동으로 후쿠오카시 중심부의 건축물 피해가 일부 손상에 그쳤다는 점이 크게 작용하였다.
이 지진으로 전화는 통화 규제가 이뤄졌지만 메일이나 인터넷은 비교적 원활하게 사용할 수 있었다. 이러한 경험으로 지진 발생 시 연락이나 정보 수집 수단으로 메일이나 인터넷을 사용하는 사람들이 증가하기 시작했다. 지진 1개월 반 후인 2005년 5월부터 후쿠오카시의 '방재메일'이 지진과 쓰나미에도 대응하기 시작했으며 3개월 후인 2005년 6월에는 후쿠오카현의 "방재메일・지킴이" 서비스가 시작되었다.
대한민국에서는 1978년 홍성 지진으로 대한민국에서 계기 지진 관측이 시작된 이후 처음으로 대도시인 부산광역시 외에 전국에서 강한 진동이 느껴진 지진이다. 여진으로 잦은 지진을 느끼며 대한민국 내에서 지진 발생에 대한 의식이 늘어나기 시작했으며 부산광역시는 후쿠오카 지진 이후 '재난대비 30분 대피 계획'를 세우는 등 대한민국에서 지진과 쓰나미에 대한 재난 대책을 처음으로 체계적으로 세우기 시작한 계기가 되었다. 또한 한반도가 지진의 안전지대라는 대중의 인식이 깨지게 되는 계기가 되기도 하였다.

### 한일간 지진 공조 강화
후쿠오카현의 지진은 한반도 전역에서도 감지되었는데, 대한민국에서는 해일주의보 발령이 지진 발생 이후 30분 정도로 늦어 해일 도달 시간과 해일주의보 발령이 거의 비슷하다는 문제가 발생했다. 또한 일본의 지진관측소 자료를 한국이 직접 받아볼 수 없어 일본 기상청이 정리한 자료를 받아봐야 했는데 이도 10분 이상 걸리는 등 지진 정보를 받아오는데 시간이 오래 걸린다는 문제가 지적되었다. 이 때문에 대한민국 기상청은 지진 이후 일본 기상청과 협의해 일본의 지진 관측소 자료를 즉시 수집하며, 지진해일 전용 송신시스템을 구축해 지진 발생 10분 내로 지진해일주의보를 발령하는 등 예보를 위한 한일간 지진 공조를 강화한다고 발표했다.

## 같이 보기
- 2016년 울산 해역 지진
- 2016년 구마모토 지진
- 게고 단층

### 주해
1. 1 2 3  일본 기상청은 2006년 10월부터 일본 국내 진앙지명을 수정하였으며 지진 발생 당시 후쿠오카현 서쪽 해역이었던 지역을 세분화하여 진원지 지역은 후쿠오카현 서북쪽 해역에 속하게 바뀌었다.[20]
2. ↑  이토시마 지진은 군발지진으로 8월 10일 M6.0, 8월 12일 M5.8 지진 등 큰 지진이 여러 차례 일어났으며 12일의 지진으로 부상자 3명, 이토시마군에서 가옥 완전 붕괴 7동 등의 피해가 일어났다. 이토시마반도에서 진도 5-6 사이를 기록한 것으로 추정된다.
3. ↑  후쿠오카현 구루메시의 미노 단층에서 일어났을 가능성이 있다.
4. ↑  단, 당시 기상청의 진도정보에 제공되지 않았던 방재과학기술연구소 강진관측망에 기록된 관측값으로 실제 일본 기상청이 발표했던 진도치는 5강이었다.
5. ↑  겐카이섬에서는 본진 이후에 처음으로 지진계가 설치되었다. 3월 21일 18시까지의 진도에서는 겐카이섬의 진도 데이터가 없었으며 그 이후서부터 겐카이섬의 진도 데이터가 수집되기 시작하였다.
6. ↑  고베시에서는 최대 834 gal, 743 gal 정도를 관측한 데 비해 후쿠오카시에서는 주오구에서 277 gal을 관측하여 1/4가량 작았다.

## 참고 문헌
- 「平成20年版 福岡県西方沖地震記録誌」福岡市、2011年3月1日更新
- 「玄界島震災復興記録誌」福岡市、2011年3月22日更新
- 「福岡県西方沖地震 震災対応調査点検委員会報告書 보관됨 2021-01-22 - 웨이백 머신」福岡県 보관됨 2021-05-06 - 웨이백 머신、2005年7月
- 「福岡県西方沖地震 調査結果」地盤工学会、2005年
- 「福岡県西方沖地震・土木学会被害調査団速報 第2報」土木学会、2005年4月19日
- 「地震予知連絡会 会報 74巻」地震予知連絡会、2005年9月
- "Special Section for the 2005 West Off Fukuoka Prefecture Earthquake (1) 보관됨 2021-04-21 - 웨이백 머신". Earth, Planets and Space, Vol.58, No.1, 2006.
- "Special Section for the 2005 West Off Fukuoka Prefecture Earthquake (2) 보관됨 2011-07-16 - 웨이백 머신". Earth, Planets and Space, Vol.58, No.12, 2006.
- 「福岡県西方沖の地震についてのアンケート調査 調査報告書」サーベイリサーチセンター、2005年5月発行